# Sztárban sztár (első évad)
A Sztárban sztár című zenés show-műsor első évadja 2013. október 11-én vette kezdetét a TV2-n. A műsor házigazdája Friderikusz Sándor, a zsűritagok Hajós András, Liptai Claudia, Lakatos Márk és Majoros Péter voltak.
Az évad nyolc részes volt, péntekenként sugározta a TV2. A döntőre 2013. december 6-án került sor, ahol az első széria győztese Bereczki Zoltán lett, így ő nyerte el „Magyarország legsokoldalúbb előadóművésze” címet 2013-ban. Az évad során összesen 73 produkciót és 73 átalakulást láthattak a nézők.

## Versenyzők

### Férfi előadók
- Bereczki Zoltán
- Delhusa Gjon
- Feke Pál
- Heincz Gábor „Biga”
- Puskás Péter
- Varga Viktor

### Női előadók
- Dér Heni
- Nika
- Nótár Mary
- Soma
- Szandi
- Szinetár Dóra

## Összesített eredmények
| – Az előadó továbbjutott                          |
| – A két legkevesebb szavazattal rendelkező előadó |
| – Az előadó kiesett                               |

| #   | Előadó              | 1. adás (október 11.) | 2. adás (október 18.) | 3. adás (október 25.) | 4. adás (november 8.) | 5. adás (november 15.) | 6. adás (november 22.) | 7. adás (november 29.) | 8. adás (december 6.)   |
| --- | ------------------- | --------------------- | --------------------- | --------------------- | --------------------- | ---------------------- | ---------------------- | ---------------------- | ----------------------- |
| 1.  | Bereczki Zoltán     | Továbbjutott          | Továbbjutott          | Továbbjutott          | Továbbjutott          | Továbbjutott           | Továbbjutott           | Utolsó kettő           | 1. helyezett a döntőben |
| 2.  | Szandi              | Továbbjutott          | Továbbjutott          | Továbbjutott          | Továbbjutott          | Továbbjutott           | Továbbjutott           | Továbbjutott           | 2. helyezett a döntőben |
| 3.  | Nótár Mary          | Továbbjutott          | Utolsó kettő          | Továbbjutott          | Továbbjutott          | Továbbjutott           | Továbbjutott           | Továbbjutott           | 3. helyezett a döntőben |
| 4.  | Varga Viktor        | Továbbjutott          | Továbbjutott          | Továbbjutott          | Utolsó kettő          | Továbbjutott           | Továbbjutott           | Továbbjutott           | 4. helyezett a döntőben |
| 5.  | Heincz Gábor „Biga” | Továbbjutott          | Továbbjutott          | Továbbjutott          | Továbbjutott          | Utolsó kettő           | Továbbjutott           | Továbbjutott           | 5. helyezett a döntőben |
| 6.  | Szinetár Dóra       | Továbbjutott          | Továbbjutott          | Továbbjutott          | Továbbjutott          | Továbbjutott           | Utolsó kettő           | Utolsó kettő           | Kiesett a 7. adásban    |
| 7.  | Feke Pál            | Továbbjutott          | Továbbjutott          | Továbbjutott          | Továbbjutott          | Továbbjutott           | Utolsó kettő           | Kiesett a 6. adásban   | Kiesett a 6. adásban    |
| 8.  | Nika                | Továbbjutott          | Továbbjutott          | Utolsó kettő          | Továbbjutott          | Utolsó kettő           | Kiesett az 5. adásban  | Kiesett az 5. adásban  | Kiesett az 5. adásban   |
| 9.  | Puskás Péter        | Utolsó kettő          | Továbbjutott          | Továbbjutott          | Utolsó kettő          | Kiesett a 4. adásban   | Kiesett a 4. adásban   | Kiesett a 4. adásban   | Kiesett a 4. adásban    |
| 10. | Soma                | Továbbjutott          | Továbbjutott          | Utolsó kettő          | Kiesett a 3. adásban  | Kiesett a 3. adásban   | Kiesett a 3. adásban   | Kiesett a 3. adásban   | Kiesett a 3. adásban    |
| 11. | Dér Heni            | Továbbjutott          | Utolsó kettő          | Kiesett a 2. adásban  | Kiesett a 2. adásban  | Kiesett a 2. adásban   | Kiesett a 2. adásban   | Kiesett a 2. adásban   | Kiesett a 2. adásban    |
| 12. | Delhusa Gjon        | Utolsó kettő          | Kiesett az 1. adásban | Kiesett az 1. adásban | Kiesett az 1. adásban | Kiesett az 1. adásban  | Kiesett az 1. adásban  | Kiesett az 1. adásban  | Kiesett az 1. adásban   |

## Adások

### 1. adás (október 11.)
| #  | Előadó              | Dal                              | Eredeti előadó              | Pontozás     | Pontozás       | Pontozás     | Pontozás      | Pontozás | Eredmény      |
| #  | Előadó              | Dal                              | Eredeti előadó              | Hajós András | Liptai Claudia | Lakatos Márk | Majoros Péter | Összesen | Eredmény      |
| -- | ------------------- | -------------------------------- | --------------------------- | ------------ | -------------- | ------------ | ------------- | -------- | ------------- |
| 1  | Soma                | Sexbomb                          | Tom Jones                   | 7            | 8              | 8            | 8             | 31       | Továbbjutott  |
| 2  | Heincz Gábor „Biga” | Hófehér jaguár                   | Pély Barna (United)         | 8            | 8              | 7            | 7             | 30       | Továbbjutott  |
| 3  | Szinetár Dóra       | Oops!… I Did It Again            | Britney Spears              | 8            | 7              | 7            | 7             | 29       | Továbbjutott  |
| 4  | Szandi              | Hamu és gyémánt                  | Cserháti Zsuzsa             | 7            | 10             | 9            | 8             | 34       | Továbbjutott  |
| 5  | Feke Pál            | Szóljon hangosan az ének         | Soltész Rezső               | 9            | 8              | 7            | 8             | 32       | Továbbjutott  |
| 6  | Varga Viktor        | Rehab                            | Amy Winehouse               | 8            | 9              | 8            | 9             | 34       | Továbbjutott  |
| 7  | Nika                | Single Ladies (Put a Ring on It) | Beyoncé                     | 7            | 8              | 10           | 7             | 32       | Továbbjutott  |
| 8  | Puskás Péter        | I Want to Break Free             | Freddie Mercury (Queen)     | 7            | 7              | 6            | 6             | 26       | Utolsó előtti |
| 9  | Bereczki Zoltán     | Fekszem az ágyon                 | Demjén Ferenc (V’Moto-Rock) | 10           | 10             | 10           | 10            | 40       | Továbbjutott  |
| 10 | Delhusa Gjon        | Bailamos                         | Enrique Iglesias            | 8            | 7              | 6            | 6             | 27       | Kiesett       |
| 11 | Nótár Mary          | I Will Always Love You           | Whitney Houston             | 8            | 7              | 8            | 8             | 31       | Továbbjutott  |
| 12 | Dér Heni            | Sweet Child o’ Mine              | Axl Rose (Guns N’ Roses)    | 9            | 7              | 8            | 9             | 33       | Továbbjutott  |

### 2. adás (október 18.)
| #  | Előadó              | Dal                                     | Eredeti előadó            | Pontozás     | Pontozás       | Pontozás     | Pontozás      | Pontozás | Eredmény      |
| #  | Előadó              | Dal                                     | Eredeti előadó            | Hajós András | Liptai Claudia | Lakatos Márk | Majoros Péter | Összesen | Eredmény      |
| -- | ------------------- | --------------------------------------- | ------------------------- | ------------ | -------------- | ------------ | ------------- | -------- | ------------- |
| 1  | Bereczki Zoltán     | Freedom! ’90                            | George Michael            | 8            | 8              | 8            | 7             | 31       | Továbbjutott  |
| 2  | Soma                | The Shoop Shoop Song (It’s in His Kiss) | Cher                      | 9            | 8              | 9            | 8             | 34       | Továbbjutott  |
| 3  | Szinetár Dóra       | Forogj, világ!                          | Péter Szabó Szilvia (NOX) | 9            | 9              | 9            | 8             | 35       | Továbbjutott  |
| 4  | Nika                | So What                                 | Pink                      | 9            | 8              | 8            | 9             | 34       | Továbbjutott  |
| 5  | Varga Viktor        | Ding ding dong                          | Csonka András             | 8            | 9              | 8            | 9             | 34       | Továbbjutott  |
| 6  | Feke Pál            | Nessun dorma                            | Luciano Pavarotti         | 9            | 10             | 10           | 9             | 38       | Továbbjutott  |
| 7  | Puskás Péter        | The Best                                | Tina Turner               | 8            | 9              | 10           | 10            | 37       | Továbbjutott  |
| 8  | Heincz Gábor „Biga” | Let Me Entertain You                    | Robbie Williams           | 9            | 7              | 9            | 8             | 33       | Továbbjutott  |
| 9  | Nótár Mary          | Firework                                | Katy Perry                | 7            | 7              | 8            | 7             | 29       | Utolsó előtti |
| 10 | Dér Heni            | Diamonds                                | Rihanna                   | 9            | 8              | 8            | 7             | 32       | Kiesett       |
| 11 | Szandi              | Thunderstruck                           | Brian Johnson (AC/DC)     | 10           | 10             | 10           | 10            | 40       | Továbbjutott  |

### 3. adás (október 25.)
| #  | Előadó              | Dal                           | Eredeti előadó                   | Pontozás     | Pontozás       | Pontozás     | Pontozás      | Pontozás | Eredmény      |
| #  | Előadó              | Dal                           | Eredeti előadó                   | Hajós András | Liptai Claudia | Lakatos Márk | Majoros Péter | Összesen | Eredmény      |
| -- | ------------------- | ----------------------------- | -------------------------------- | ------------ | -------------- | ------------ | ------------- | -------- | ------------- |
| 1  | Szandi              | Like a Virgin                 | Madonna                          | 9            | 9              | 9            | 8             | 35       | Továbbjutott  |
| 2  | Heincz Gábor „Biga” | Bombázó                       | Szikora Róbert (R-GO)            | 10           | 8              | 9            | 9             | 36       | Továbbjutott  |
| 3  | Bereczki Zoltán     | (I Can’t Get No) Satisfaction | Mick Jagger (The Rolling Stones) | 10           | 10             | 10           | 10            | 40       | Továbbjutott  |
| 4  | Nika                | Tinédzser l’amour             | Szandi                           | 9            | 8              | 8            | 7             | 32       | Utolsó előtti |
| 5  | Varga Viktor        | Bad Romance                   | Lady Gaga                        | 8            | 9              | 10           | 8             | 35       | Továbbjutott  |
| 6  | Nótár Mary          | Vakáció                       | Dolly (Dolly Roll)               | 9            | 8              | 9            | 8             | 34       | Továbbjutott  |
| 7  | Feke Pál            | Someone like You              | Adele                            | 8            | 9              | 9            | 6             | 32       | Továbbjutott  |
| 8  | Szinetár Dóra       | Let’s Get Loud                | Jennifer Lopez                   | 9            | 8              | 9            | 8             | 34       | Továbbjutott  |
| 9  | Soma                | Always on My Mind             | Elvis Presley                    | 9            | 8              | 9            | 9             | 35       | Kiesett       |
| 10 | Puskás Péter        | Állj, vagy lövök!             | Kiki (Első Emelet)               | 8            | 10             | 10           | 10            | 38       | Továbbjutott  |

### 4. adás (november 8.)
| # | Előadó              | Dal                              | Eredeti előadó    | Pontozás     | Pontozás       | Pontozás     | Pontozás      | Pontozás | Eredmény      |
| # | Előadó              | Dal                              | Eredeti előadó    | Hajós András | Liptai Claudia | Lakatos Márk | Majoros Péter | Összesen | Eredmény      |
| - | ------------------- | -------------------------------- | ----------------- | ------------ | -------------- | ------------ | ------------- | -------- | ------------- |
| 1 | Varga Viktor        | Cream                            | Prince            | 8            | 7              | 7            | 9             | 31       | Utolsó előtti |
| 2 | Feke Pál            | Jég dupla whiskyvel              | Charlie           | 10           | 10             | 10           | 10            | 40       | Továbbjutott  |
| 3 | Szandi              | Waka Waka (This Time for Africa) | Shakira           | 9            | 8              | 9            | 9             | 35       | Továbbjutott  |
| 4 | Heincz Gábor „Biga” | I’m Still Standing               | Elton John        | 8            | 8              | 8            | 9             | 33       | Továbbjutott  |
| 5 | Puskás Péter        | Zene nélkül mit érek én?         | Máté Péter        | 9            | 10             | 10           | 10            | 39       | Kiesett       |
| 6 | Nika                | The Lazy Song                    | Bruno Mars        | 10           | 10             | 10           | 10            | 40       | Továbbjutott  |
| 7 | Bereczki Zoltán     | Nagy utazás                      | Presser Gábor     | 10           | 10             | 10           | 10            | 40       | Továbbjutott  |
| 8 | Szinetár Dóra       | Non, Je ne regrette rien         | Édith Piaf        | 10           | 8              | 9            | 7             | 34       | Továbbjutott  |
| 9 | Nótár Mary          | Királylány                       | Csipa (Hooligans) | 10           | 10             | 10           | 10            | 40       | Továbbjutott  |

### 5. adás (november 15.)
| # | Előadó              | Dal                               | Eredeti előadó             | Pontozás     | Pontozás       | Pontozás     | Pontozás      | Pontozás | Eredmény      |
| # | Előadó              | Dal                               | Eredeti előadó             | Hajós András | Liptai Claudia | Lakatos Márk | Majoros Péter | Összesen | Eredmény      |
| - | ------------------- | --------------------------------- | -------------------------- | ------------ | -------------- | ------------ | ------------- | -------- | ------------- |
| 1 | Nika                | Part Time Lover                   | Stevie Wonder              | 10           | 10             | 9            | 8             | 37       | Kiesett       |
| 2 | Feke Pál            | Mondd, kis kócos                  | Komár László               | 8            | 8              | 8            | 9             | 33       | Továbbjutott  |
| 3 | Szandi              | Gyere őrült                       | Pataky Attila (Edda Művek) | 8            | 9              | 7            | 9             | 33       | Továbbjutott  |
| 4 | Heincz Gábor „Biga” | It’s Raining Men                  | Geri Halliwell             | 8            | 7              | 9            | 6             | 30       | Utolsó előtti |
| 5 | Varga Viktor        | Egy jó asszony mindent megbocsájt | Zámbó Jimmy                | 9            | 9              | 9            | 9             | 36       | Továbbjutott  |
| 6 | Nótár Mary          | Candyman                          | Christina Aguilera         | 10           | 10             | 10           | 10            | 40       | Továbbjutott  |
| 7 | Bereczki Zoltán     | Smooth Criminal                   | Michael Jackson            | 10           | 10             | 9            | 9             | 38       | Továbbjutott  |
| 8 | Szinetár Dóra       | 8 óra munka                       | Nagy Feró (Beatrice)       | 10           | 10             | 10           | 10            | 40       | Továbbjutott  |

- Extra produkció: Az ének iskolája első évfolyamos diákjai – Dancing Queen / Gimme! Gimme! Gimme! (A Man After Midnight) / Mamma Mia (ABBA)

### 6. adás (november 22.)
| # | Előadó              | Dal                    | Eredeti előadó                | Pontozás     | Pontozás       | Pontozás     | Pontozás      | Pontozás | Eredmény      |
| # | Előadó              | Dal                    | Eredeti előadó                | Hajós András | Liptai Claudia | Lakatos Márk | Majoros Péter | Összesen | Eredmény      |
| - | ------------------- | ---------------------- | ----------------------------- | ------------ | -------------- | ------------ | ------------- | -------- | ------------- |
| 1 | Heincz Gábor „Biga” | Mielőtt elmegyek       | D. Nagy Lajos (Bikini)        | 9            | 10             | 10           | 10            | 39       | Továbbjutott  |
| 2 | Varga Viktor        | No Woman, No Cry       | Bob Marley (The Wailers)      | 10           | 9              | 9            | 9             | 37       | Továbbjutott  |
| 3 | Feke Pál            | Meghalok egy csókodért | Kozso (Ámokfutók)             | 8            | 9              | 8            | 8             | 33       | Kiesett       |
| 4 | Szinetár Dóra       | Bomba                  | Bangó Margit                  | 10           | 9              | 8            | 9             | 36       | Utolsó előtti |
| 5 | Nótár Mary          | Baby                   | Justin Bieber                 | 10           | 10             | 10           | 9             | 39       | Továbbjutott  |
| 6 | Szandi              | Nyár van               | Csepregi Éva (Neoton Família) | 10           | 10             | 9            | 10            | 39       | Továbbjutott  |
| 7 | Bereczki Zoltán     | Szabadítsd fel!        | Mester Tamás                  | 10           | 10             | 10           | 10            | 40       | Továbbjutott  |

- Extra produkció: Radics Gigi – Úgy fáj / Vadonatúj érzés

### 7. adás – Elődöntő (november 29.)
- Nyitó produkció: ByeAlex feat. Ív – Bocs, hogy

| # | Előadó              | Dal                         | Eredeti előadó             | Pontozás     | Pontozás       | Pontozás     | Pontozás      | Pontozás | Eredmény      |
| # | Előadó              | Dal                         | Eredeti előadó             | Hajós András | Liptai Claudia | Lakatos Márk | Majoros Péter | Összesen | Eredmény      |
| - | ------------------- | --------------------------- | -------------------------- | ------------ | -------------- | ------------ | ------------- | -------- | ------------- |
| 1 | Szinetár Dóra       | Ilyenek voltunk             | Ákos                       | 9            | 8              | 8            | 8             | 33       | Kiesett       |
| 2 | Szandi              | Girls Just Want to Have Fun | Cyndi Lauper               | 9            | 9              | 9            | 8             | 35       | Továbbjutott  |
| 3 | Heincz Gábor „Biga” | You Can Leave Your Hat On   | Joe Cocker                 | 10           | 10             | 10           | 10            | 40       | Továbbjutott  |
| 4 | Varga Viktor        | Party Rock Anthem           | Redfoo (LMFAO)             | 9            | 10             | 10           | 9             | 38       | Továbbjutott  |
| 5 | Nótár Mary          | Mennyország tourist         | Lukács László (Tankcsapda) | 10           | 10             | 10           | 9             | 39       | Továbbjutott  |
| 6 | Bereczki Zoltán     | Respect                     | Aretha Franklin            | 10           | 10             | 10           | 10            | 40       | Utolsó előtti |

- Extra produkció: Caramel – Süss fel nap

### 8. adás – döntő (december 6.)
A döntőben a versenyzők egy szólóprodukcióval és egy vendégelőadóval alkotott duettel léptek színpadra.
| #  | Előadó              | Dal                                              | Eredeti előadó                      | Eredmény     |
| -- | ------------------- | ------------------------------------------------ | ----------------------------------- | ------------ |
| 1  | Heincz Gábor „Biga” | Micsoda nő ez a férfi (duett Oroszlán Szonjával) | Bebe                                | 5. helyezett |
| 6  | Heincz Gábor „Biga” | Can’t Buy Me Love                                | Paul McCartney (The Beatles)        | 5. helyezett |
| 2  | Varga Viktor        | Can’t Get You Out of My Head                     | Kylie Minogue                       | 4. helyezett |
| 7  | Varga Viktor        | Nem jön álom a szememre (duett Intivel)          | Dobrády Ákos (TNT)                  | 4. helyezett |
| 3  | Bereczki Zoltán     | Szabó János (duett Falusi Mariann-nal)           | Lang Györgyi (Pa-dö-dő)             | 1. helyezett |
| 8  | Bereczki Zoltán     | A szerelemnek múlnia kell                        | Zorán                               | 1. helyezett |
| 4  | Nótár Mary          | Hush Hush; Hush Hush                             | Nicole Scherzinger (Pussycat Dolls) | 3. helyezett |
| 9  | Nótár Mary          | A város másik oldalán (duett Mohamed Fatimával)  | L.L. Junior (Fekete Vonat)          | 3. helyezett |
| 5  | Szandi              | Mamma Maria (duett Balázs Klárival)              | Korda György                        | 2. helyezett |
| 10 | Szandi              | All I Want for Christmas Is You                  | Mariah Carey                        | 2. helyezett |

- Extra produkció: a Sztárban sztár tánckarának előadása

A nézői szavazatok alapján az első évadot Bereczki Zoltán nyerte, így övé lett a 2013-as „Magyarország legsokoldalúbb előadóművésze” cím. A kétmillió forintos nyereményösszeget felajánlotta a Dévény Anna Alapítvány javára.

## Az adásokban megidézett sztárok

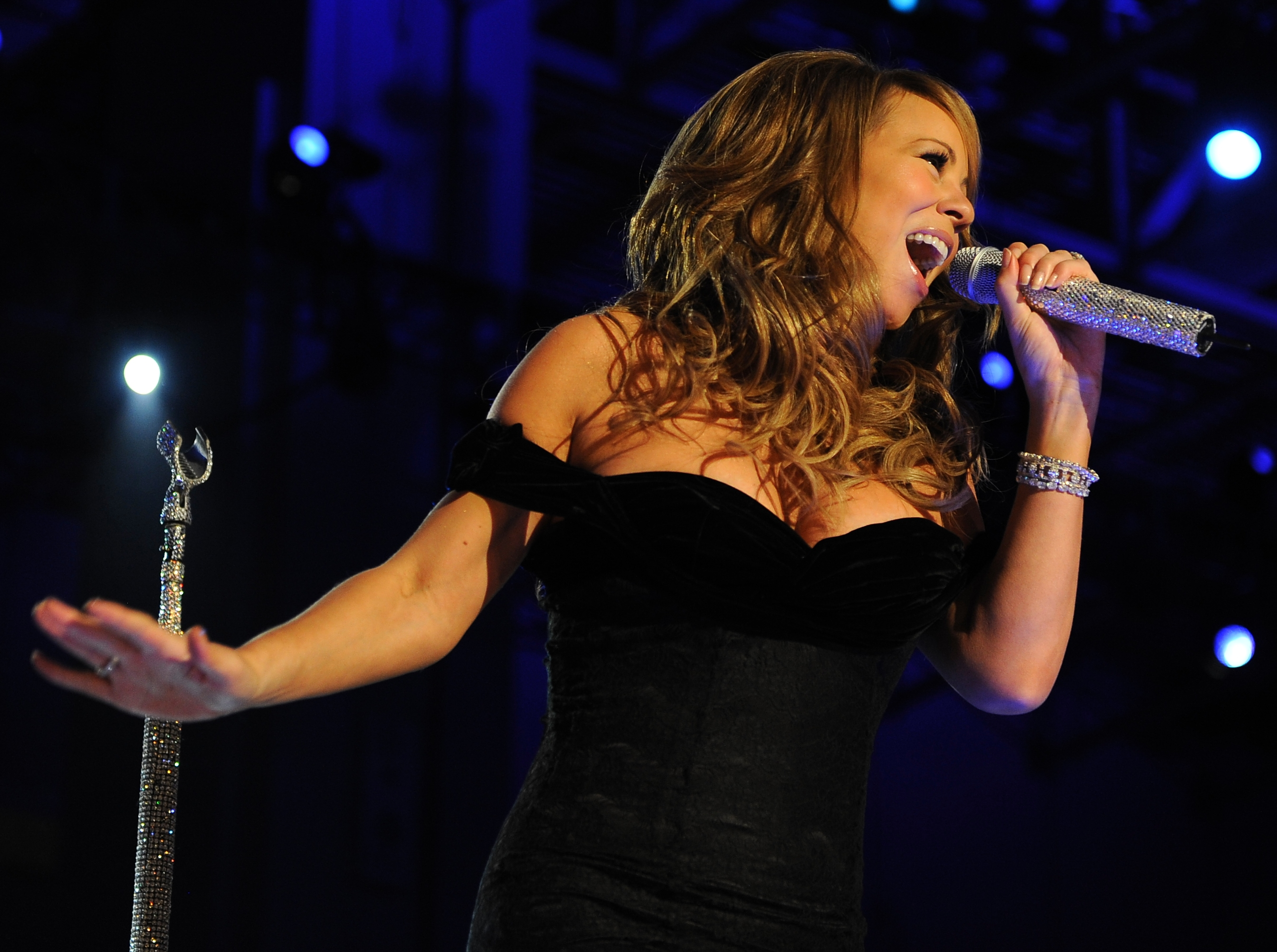
Mariah Carey
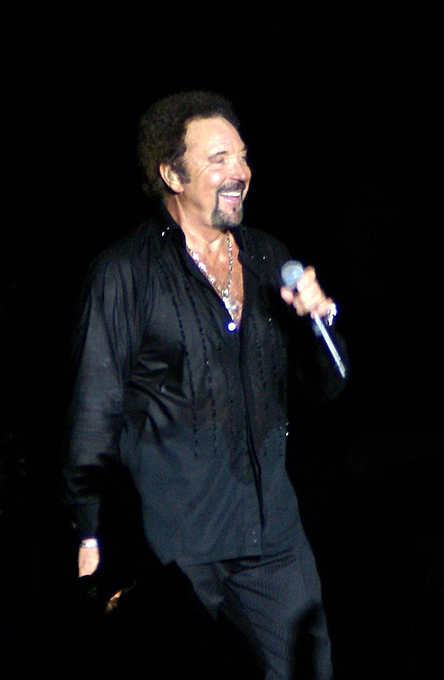
Tom Jones
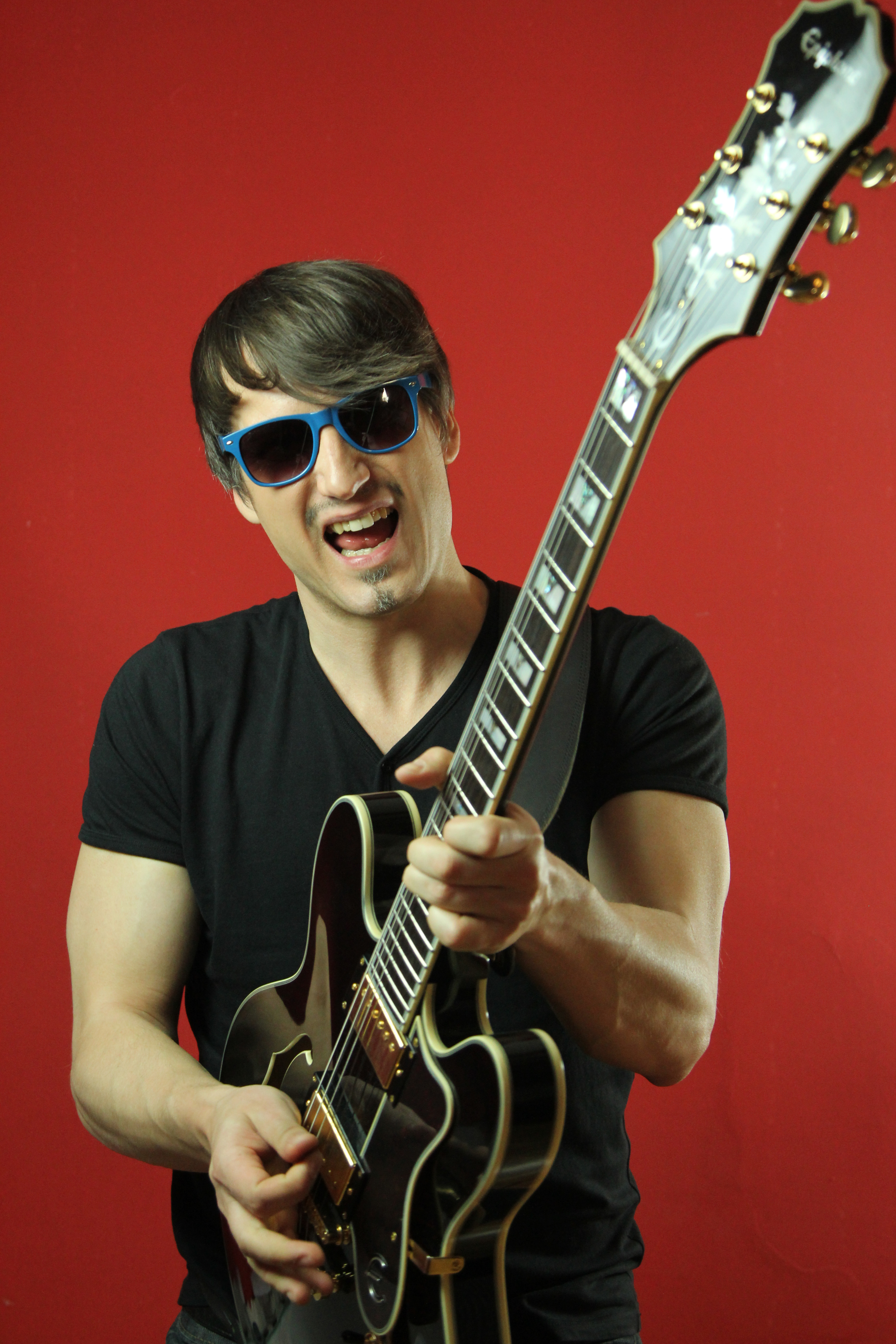
Pély Barna
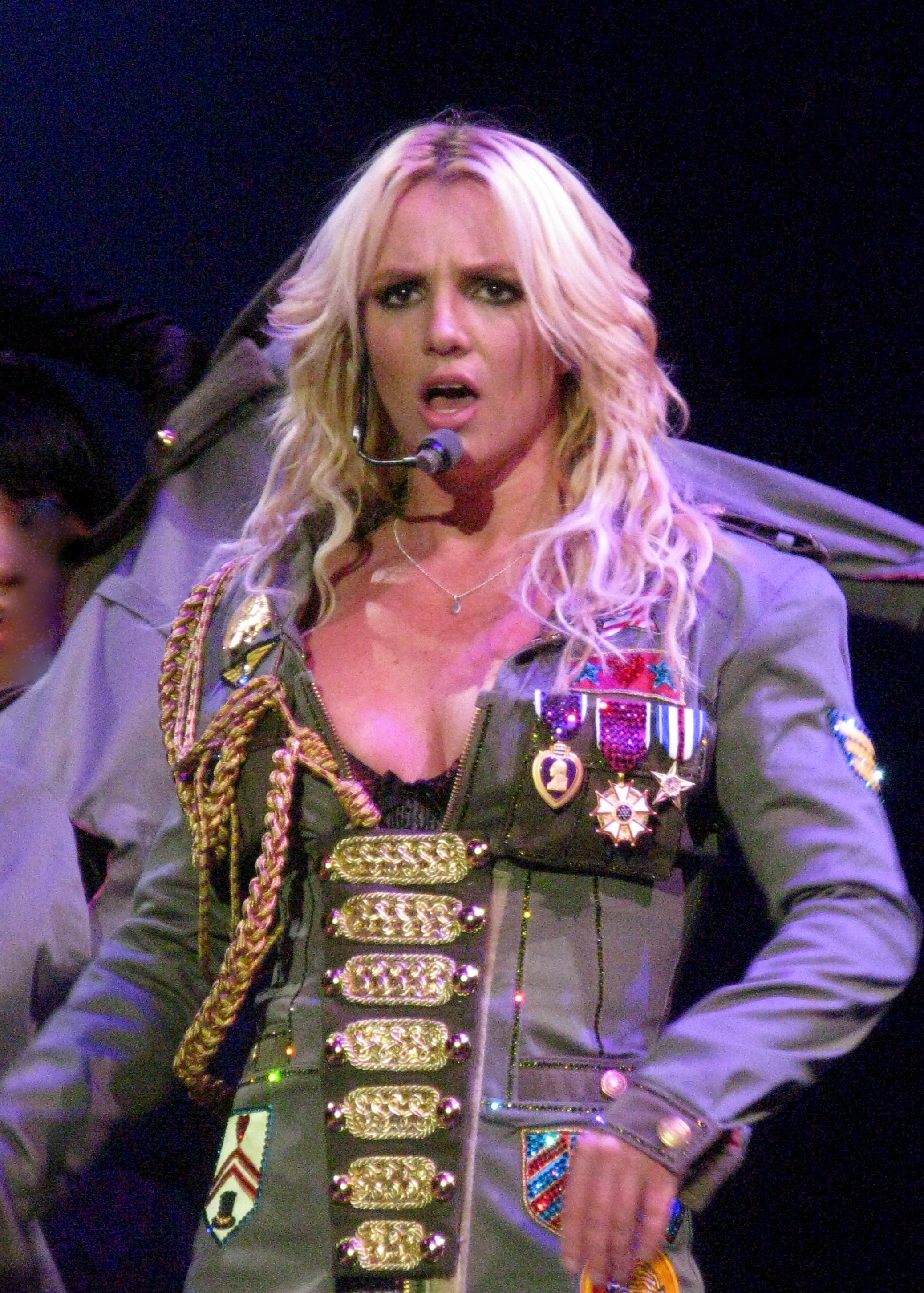
Britney Spears
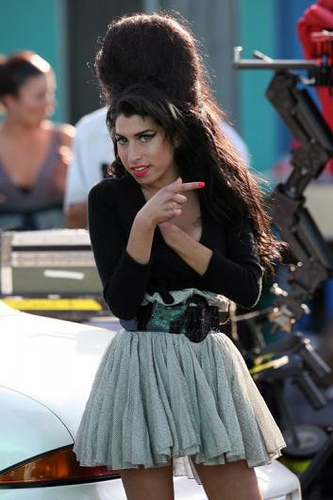
Amy Winehouse
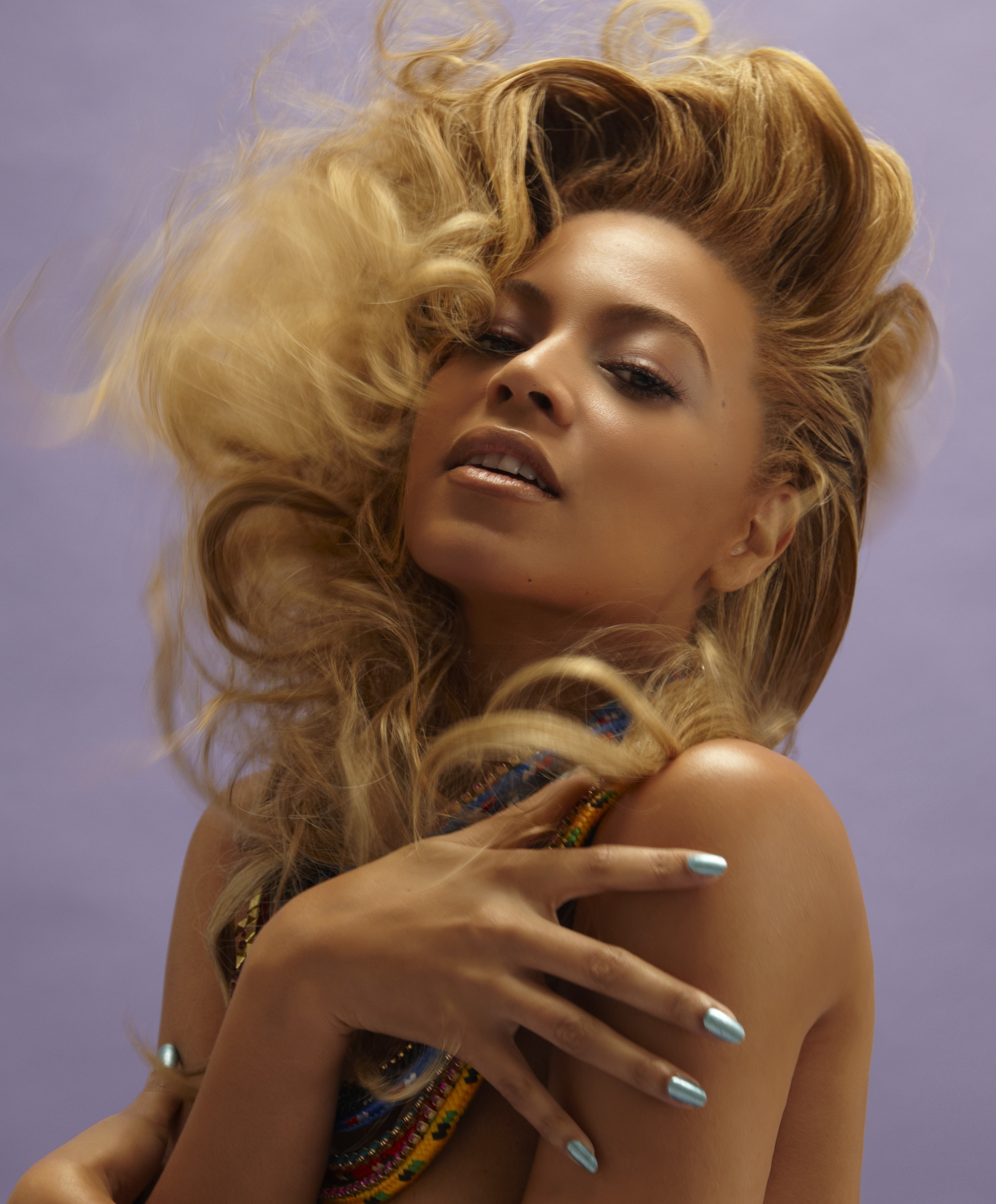
Beyoncé
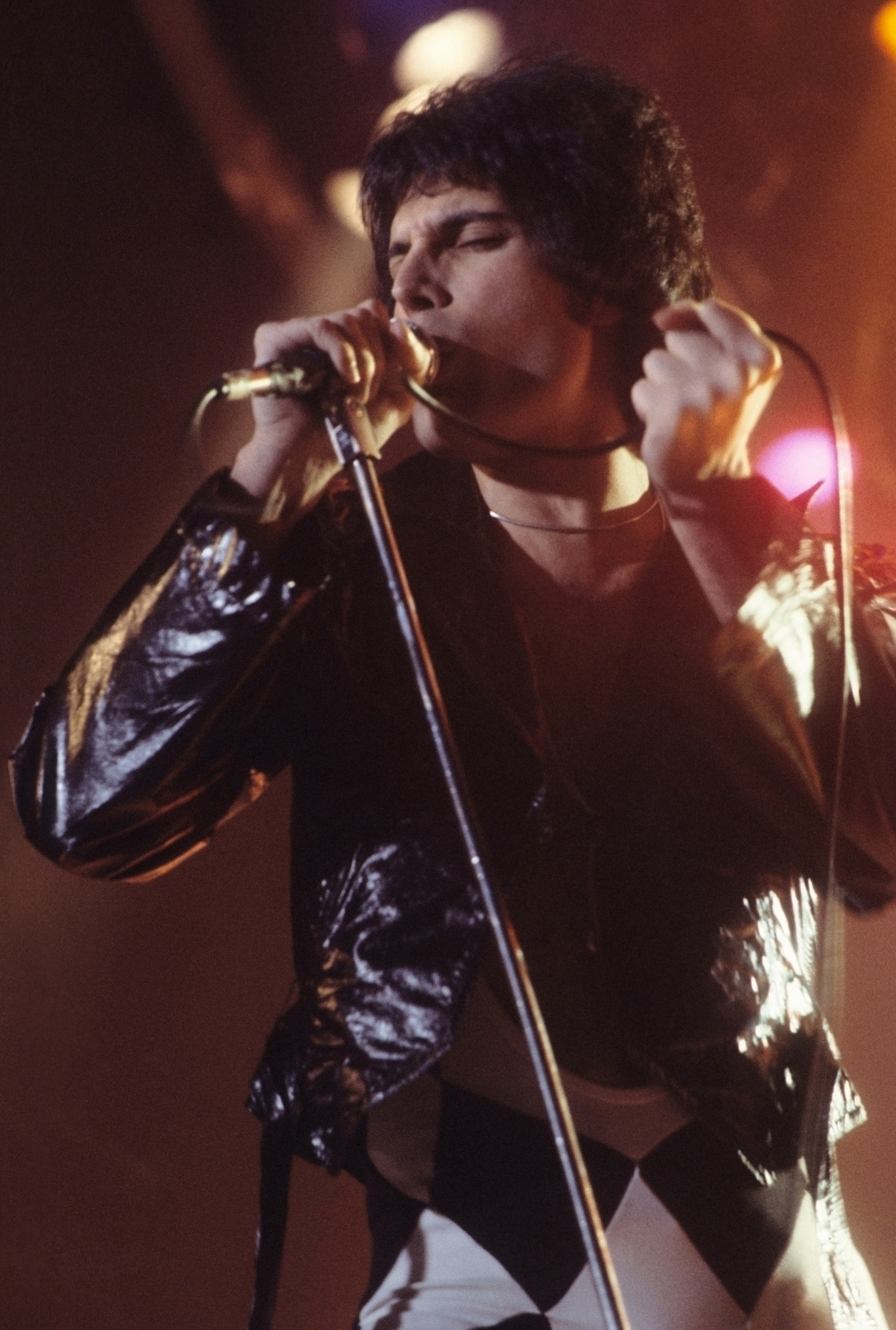
Freddie Mercury
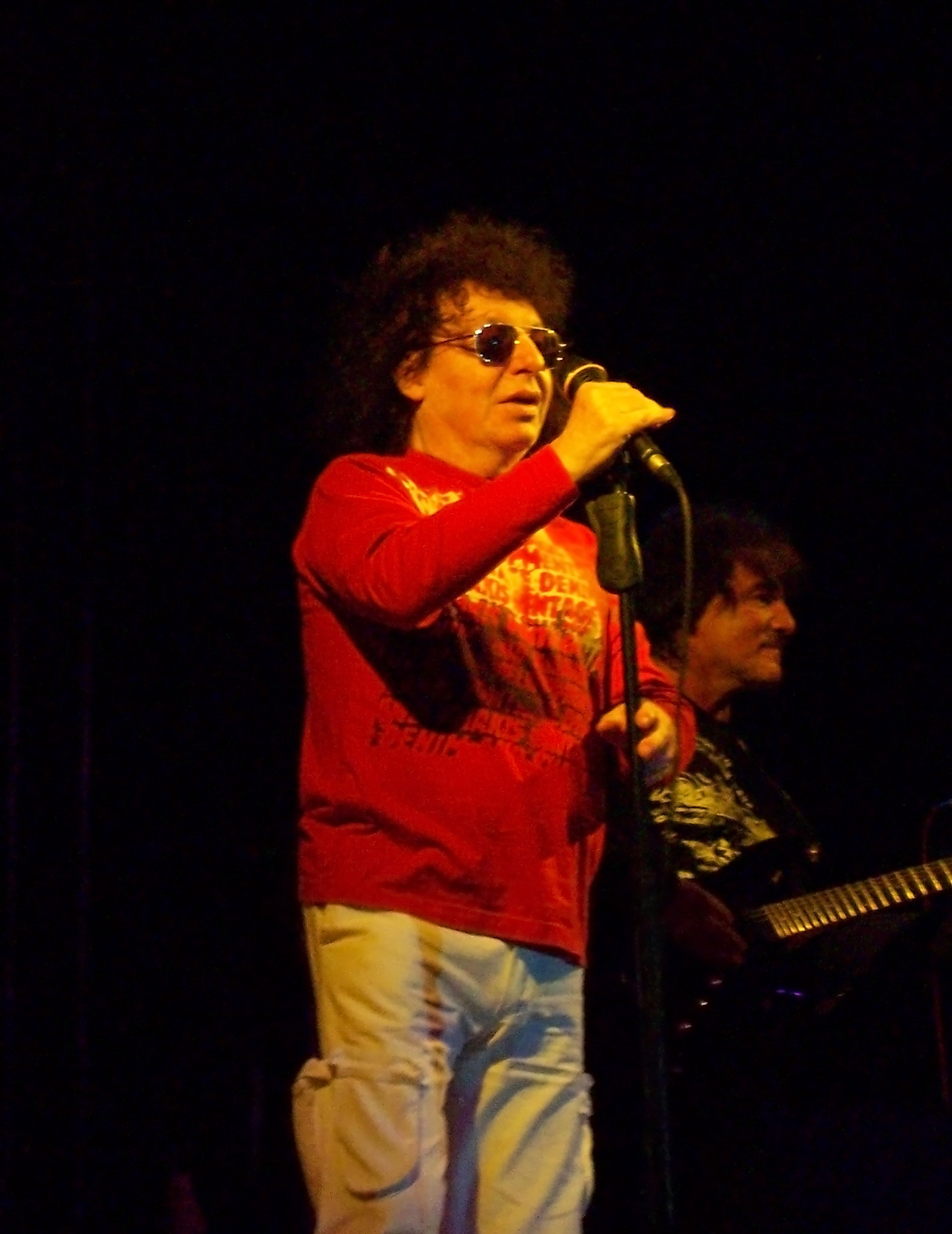
Demjén Ferenc
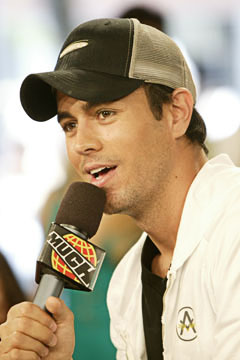
Enrique Iglesias
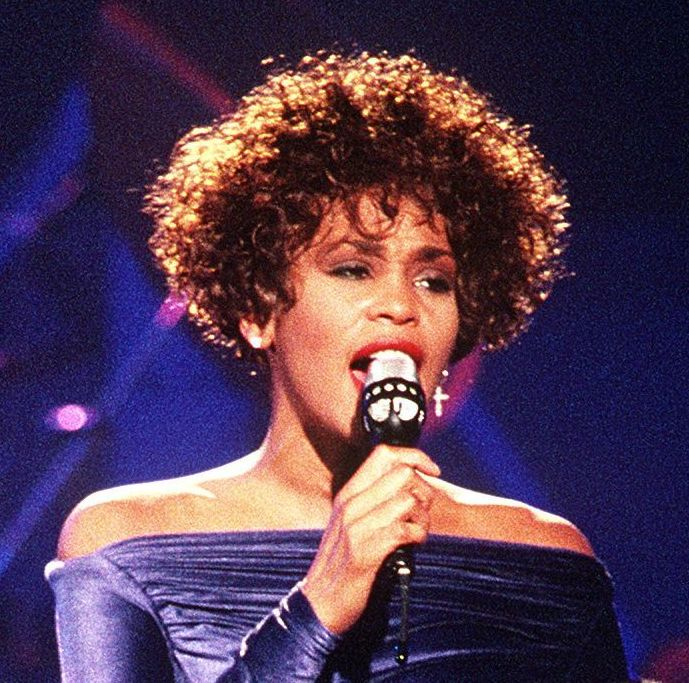
Whitney Houston
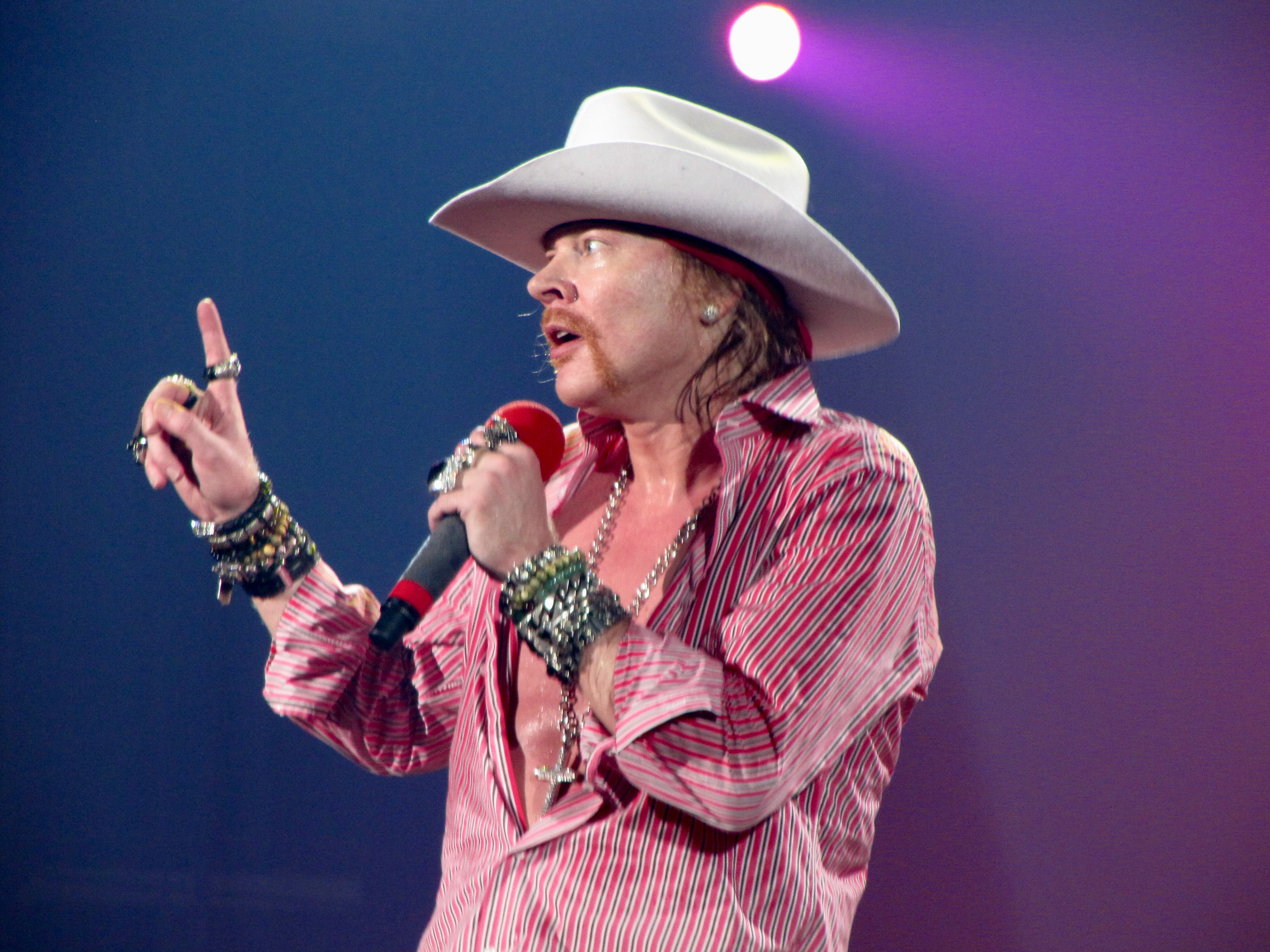
Axl Rose
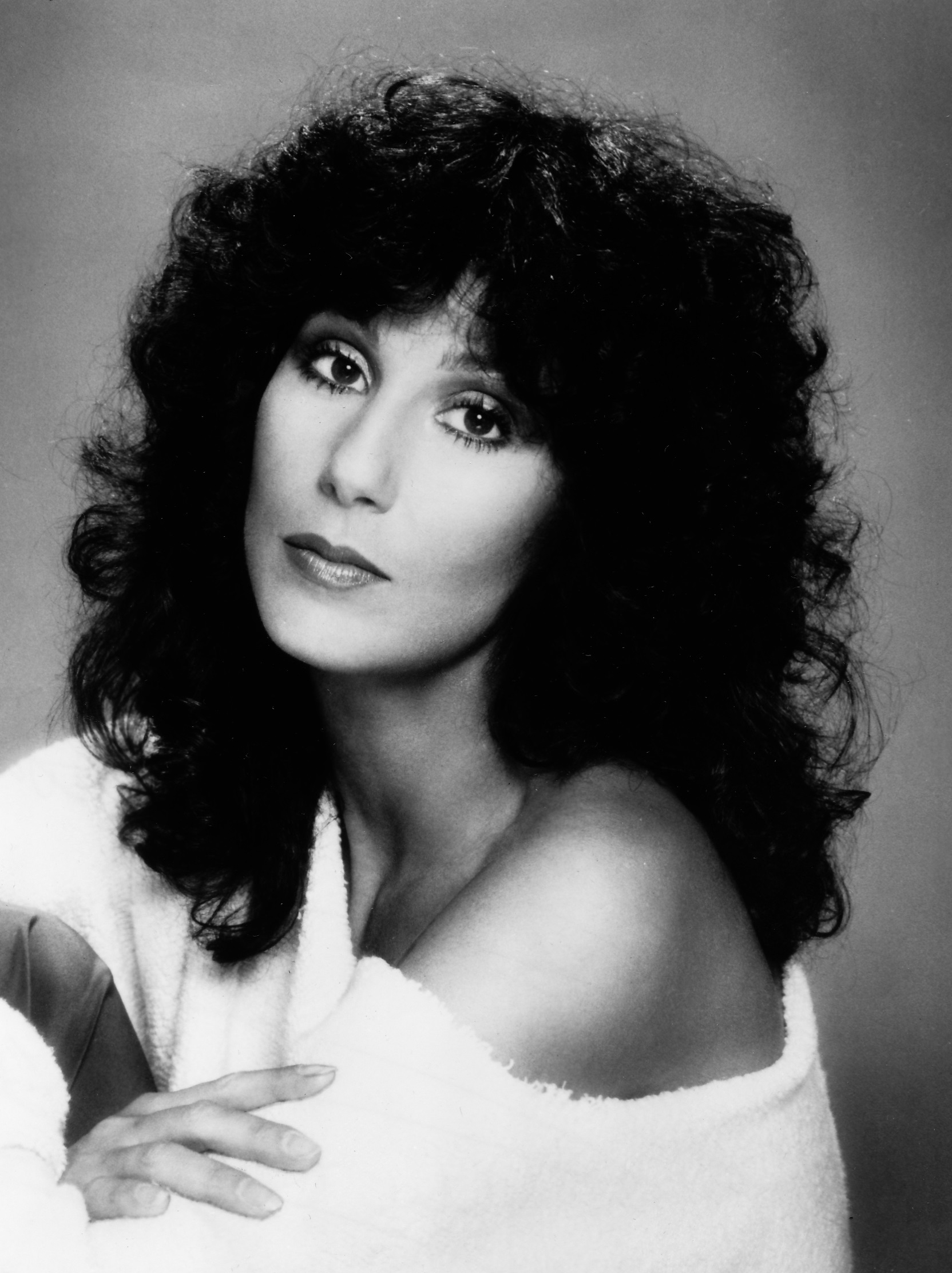
Cher
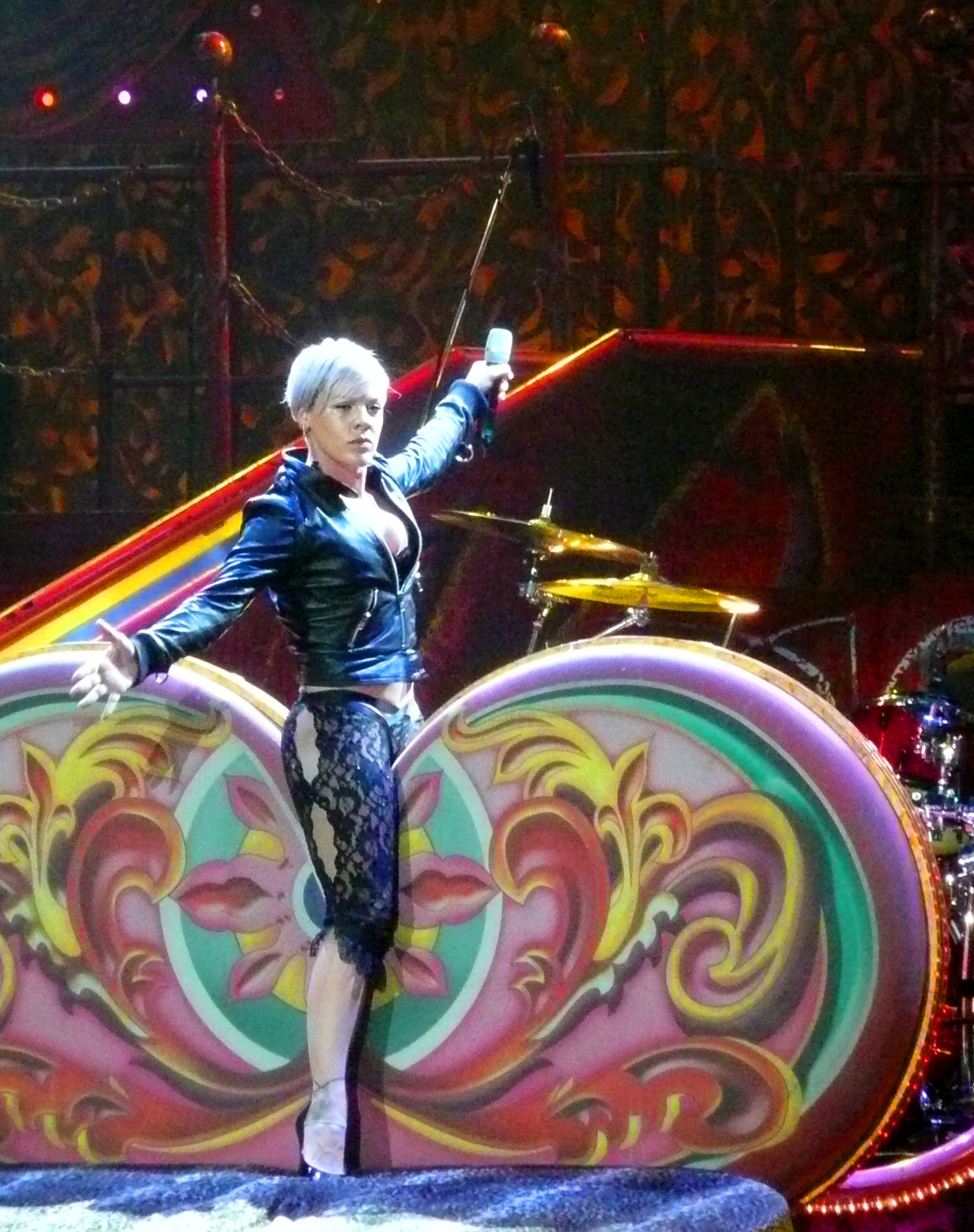
Pink
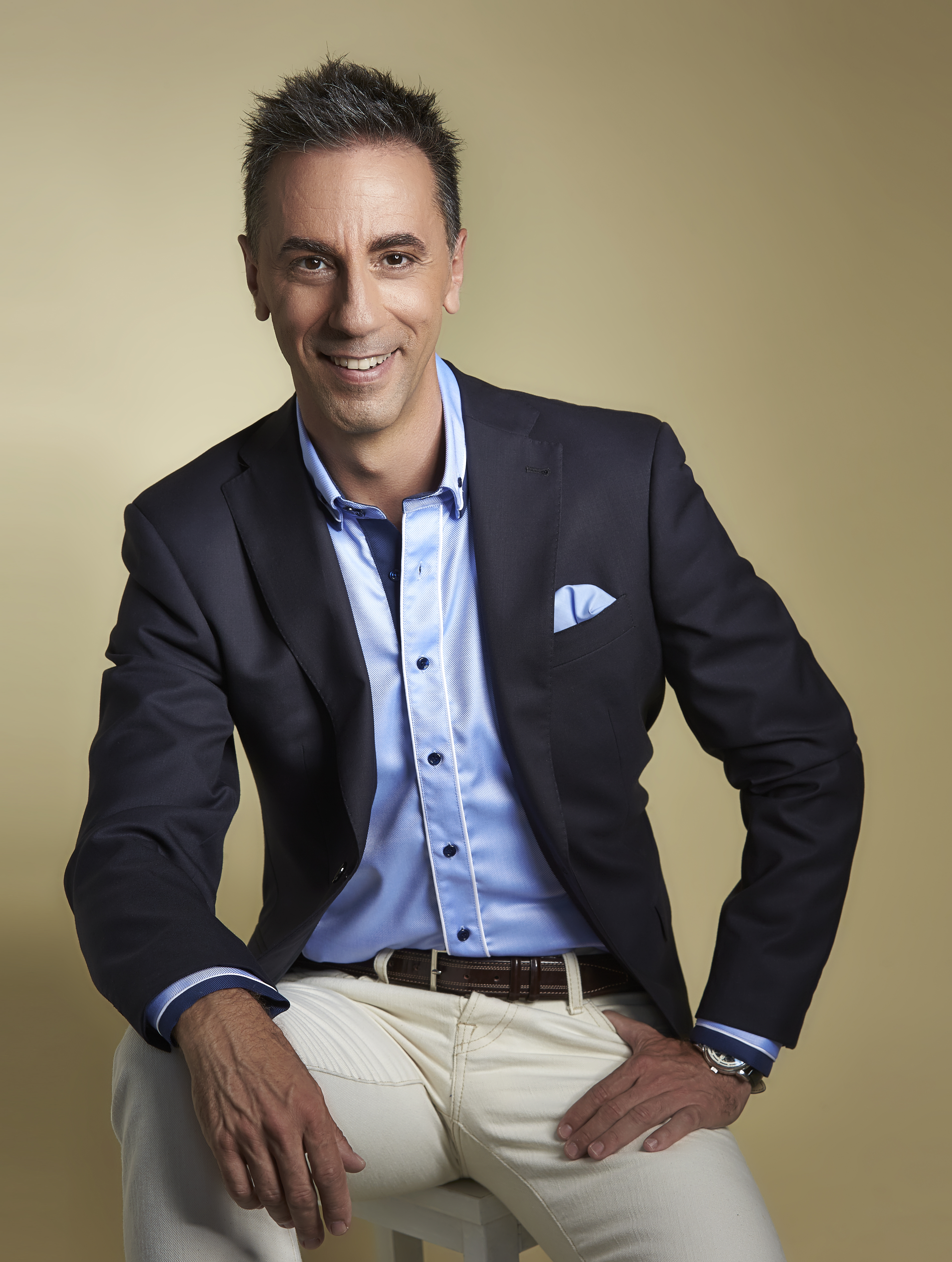
Csonka András
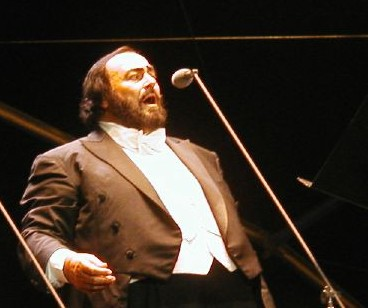
Luciano Pavarotti
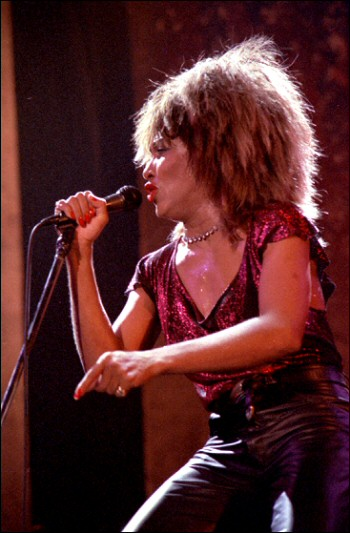
Tina Turner
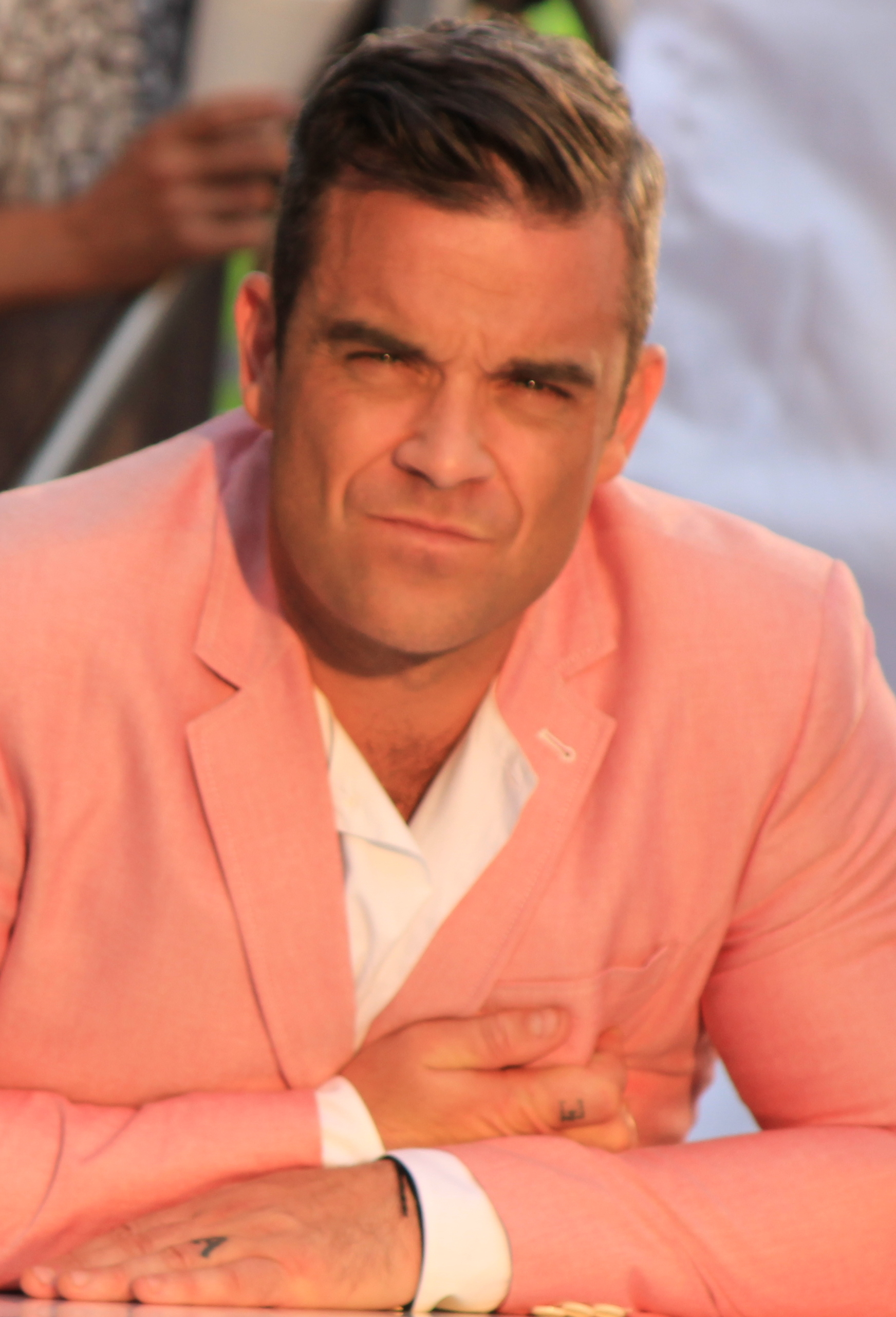
Robbie Williams
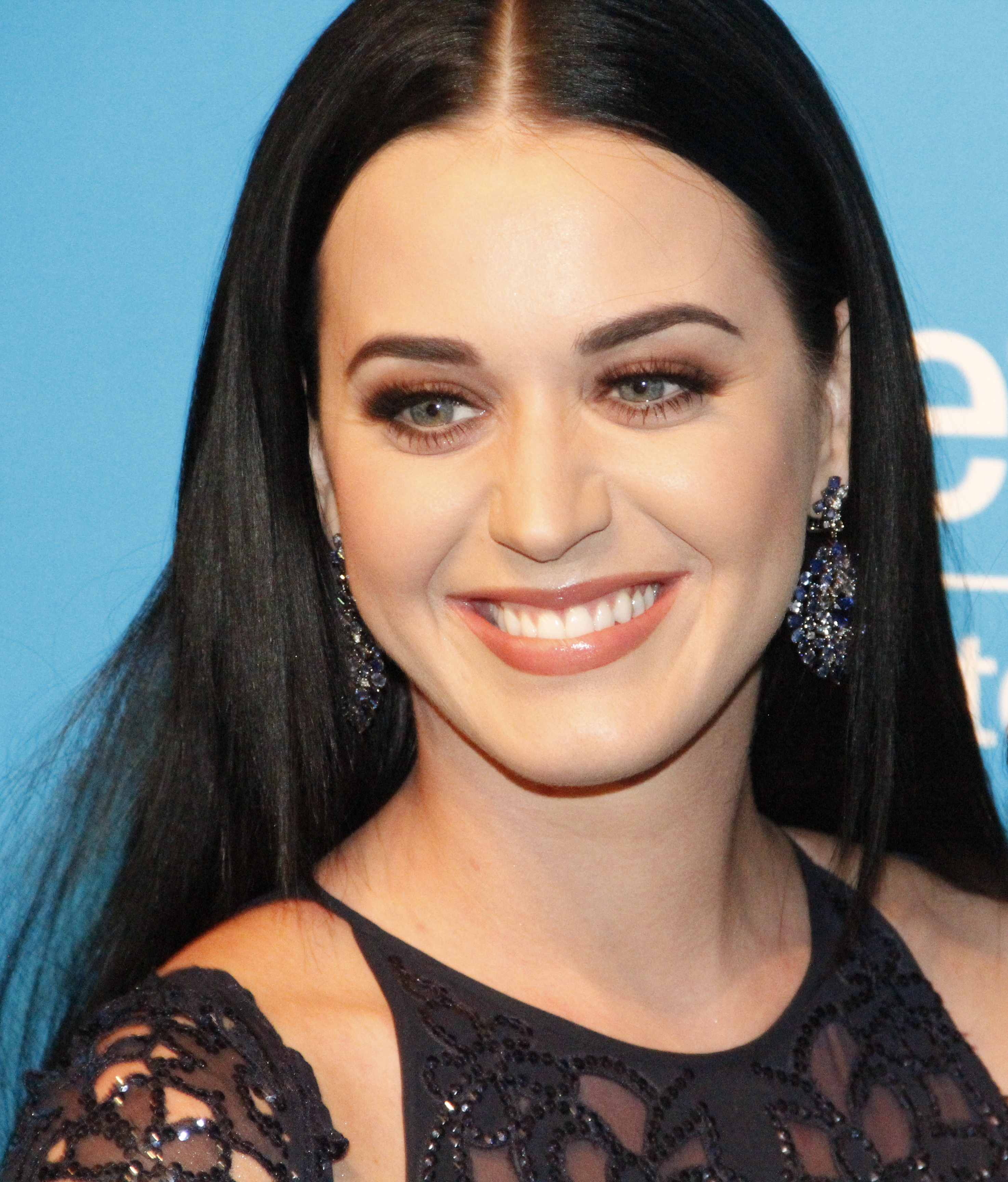
Katy Perry
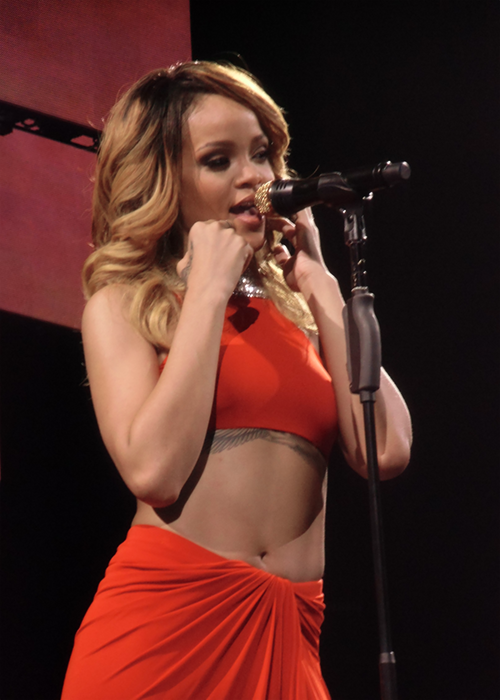
Rihanna
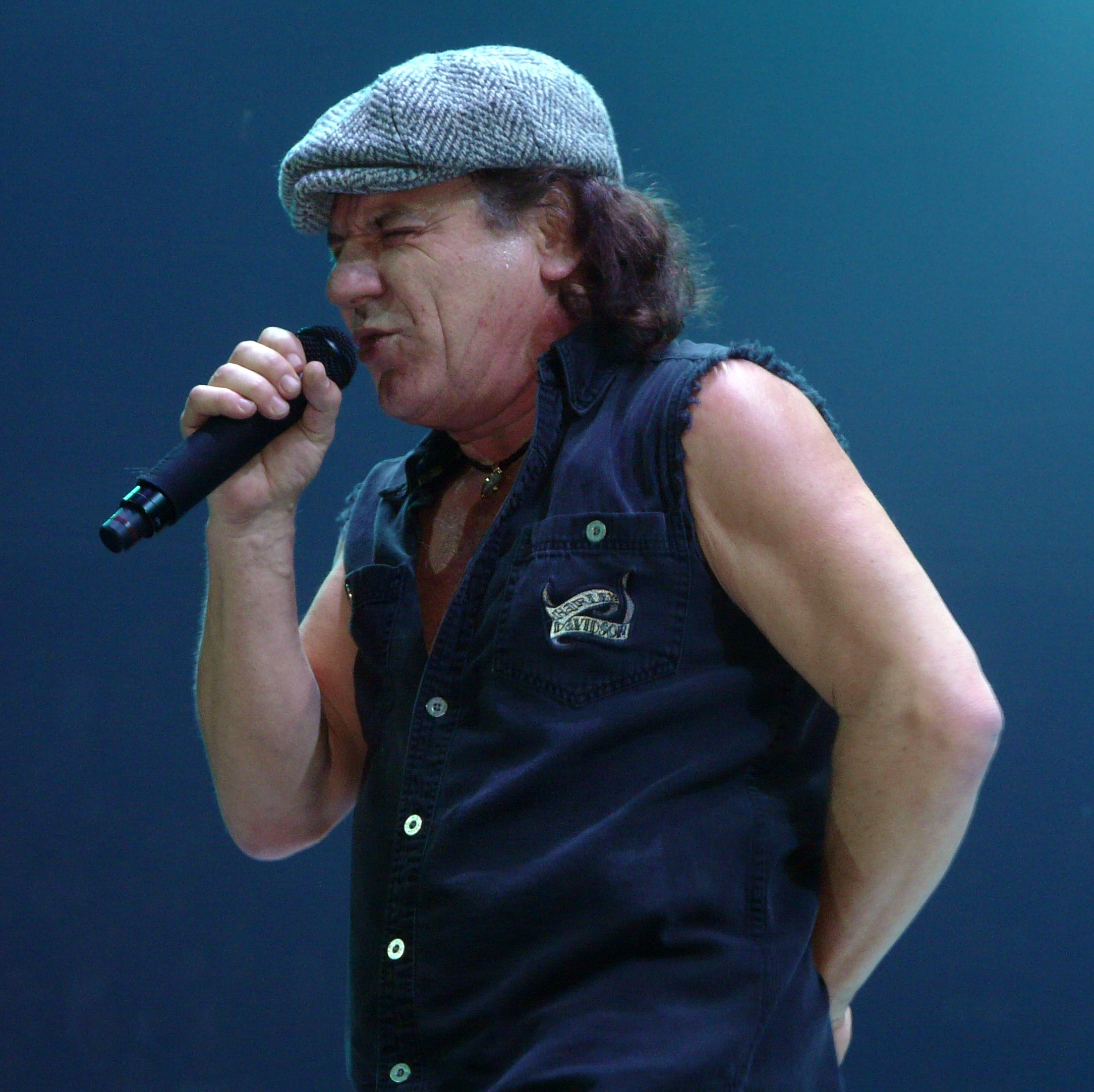
Brian Johnson
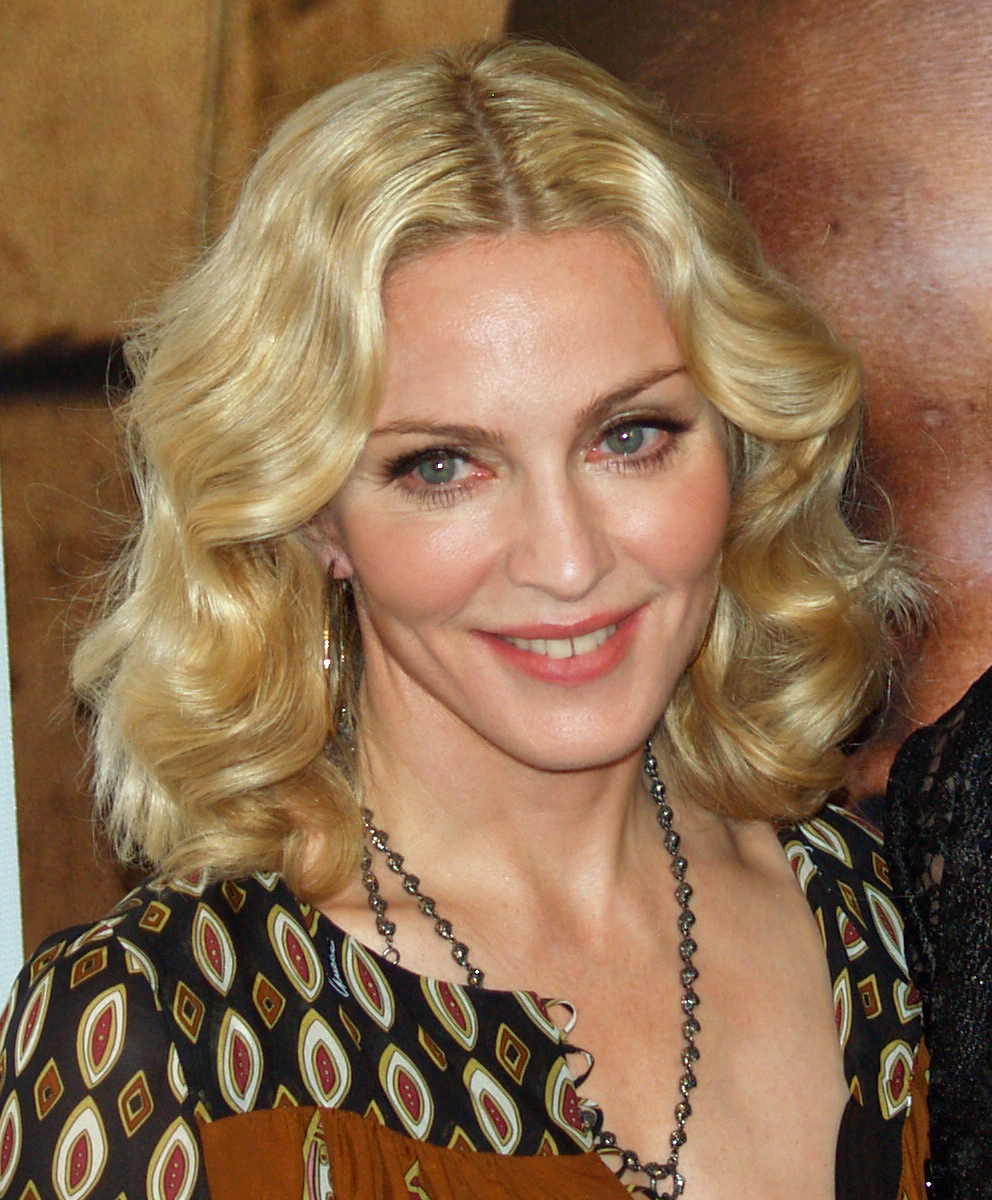
Madonna
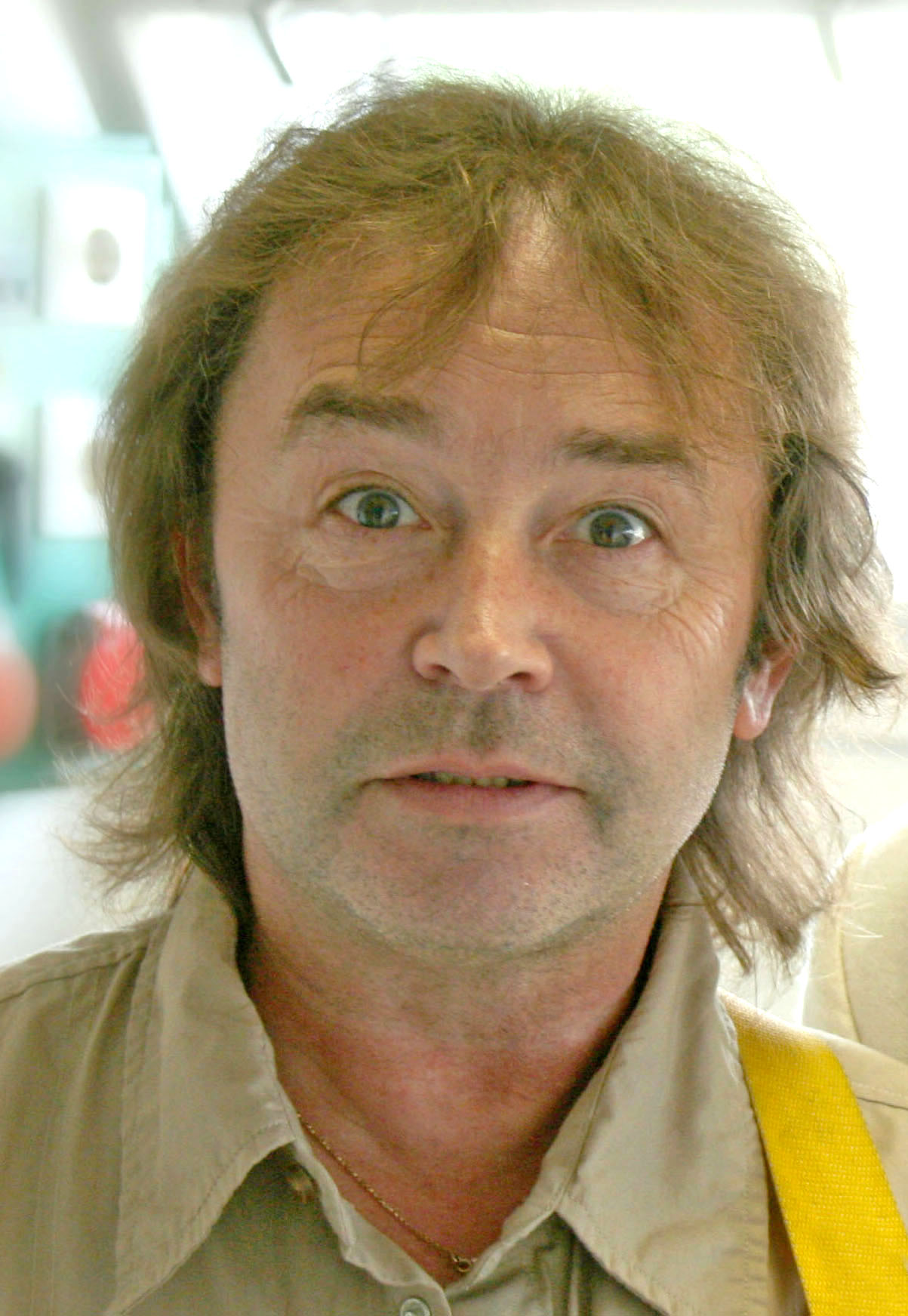
Szikora Róbert
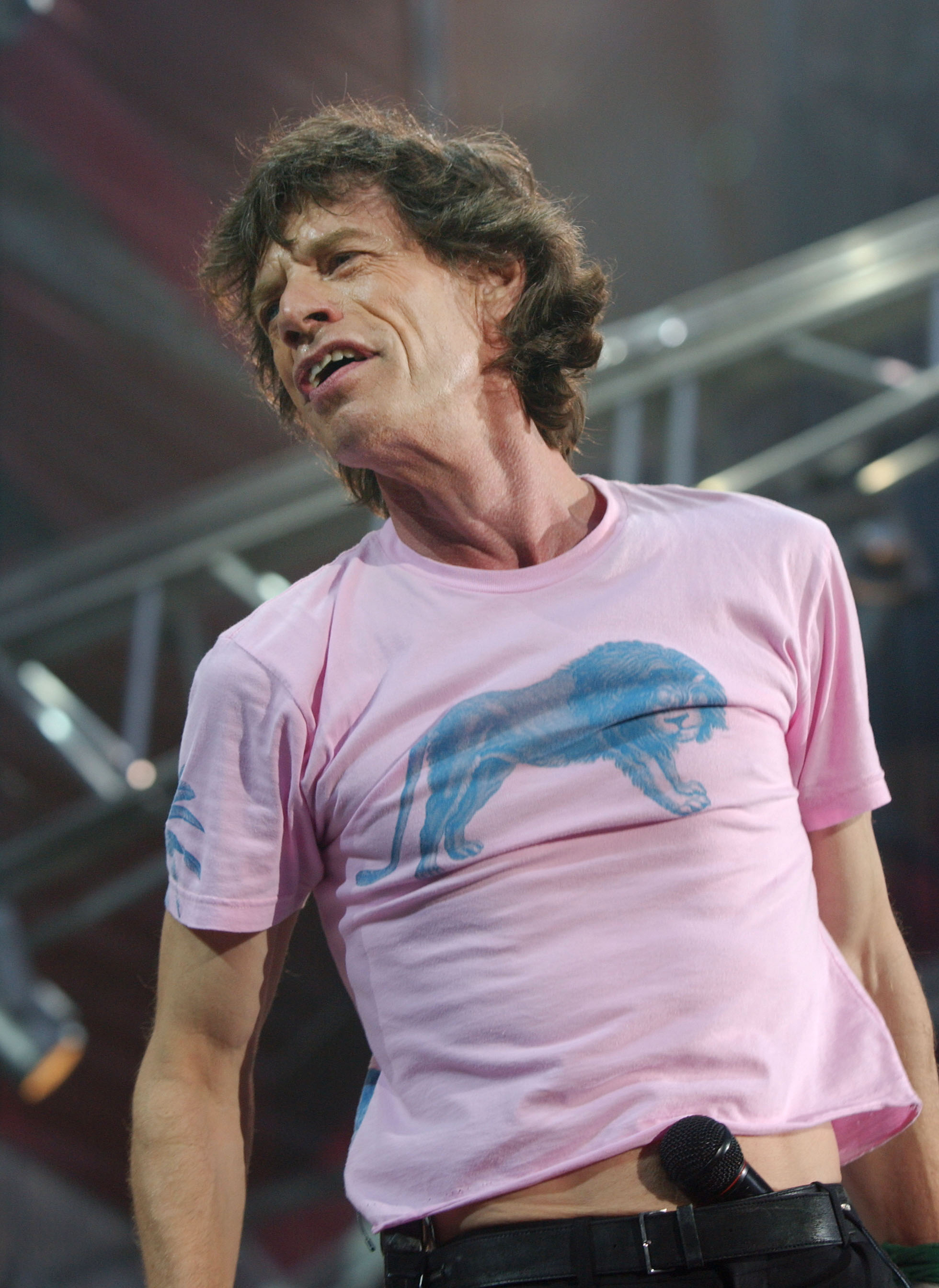
Mick Jagger
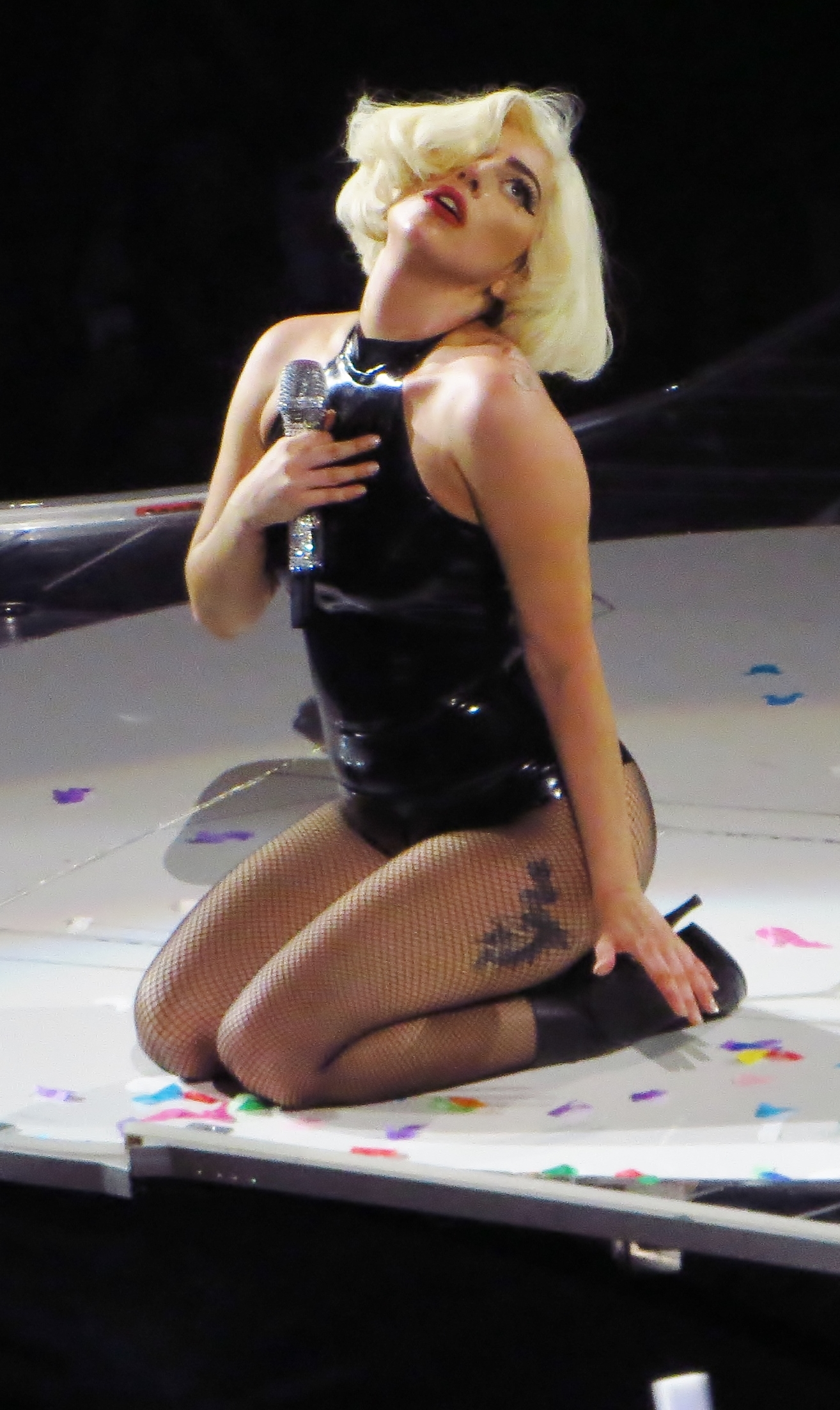
Lady Gaga
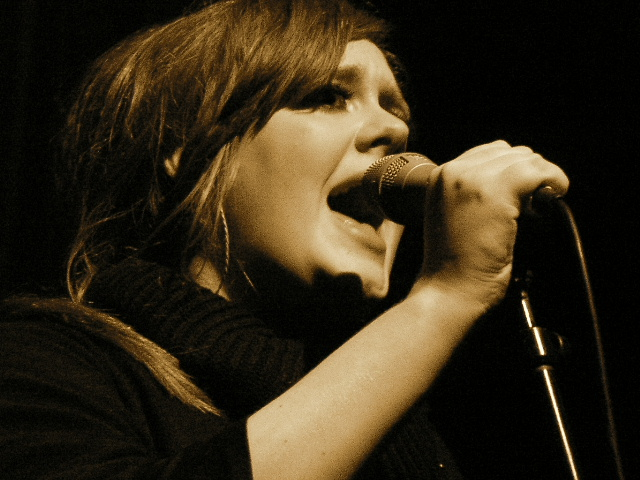
Adele
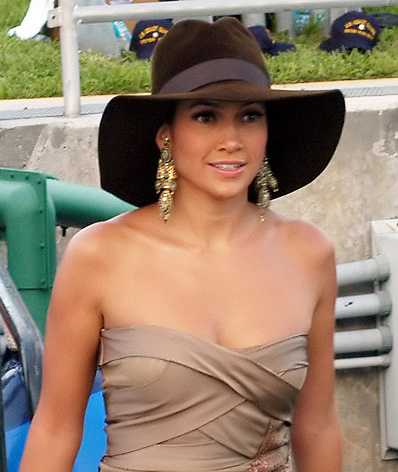
Jennifer Lopez
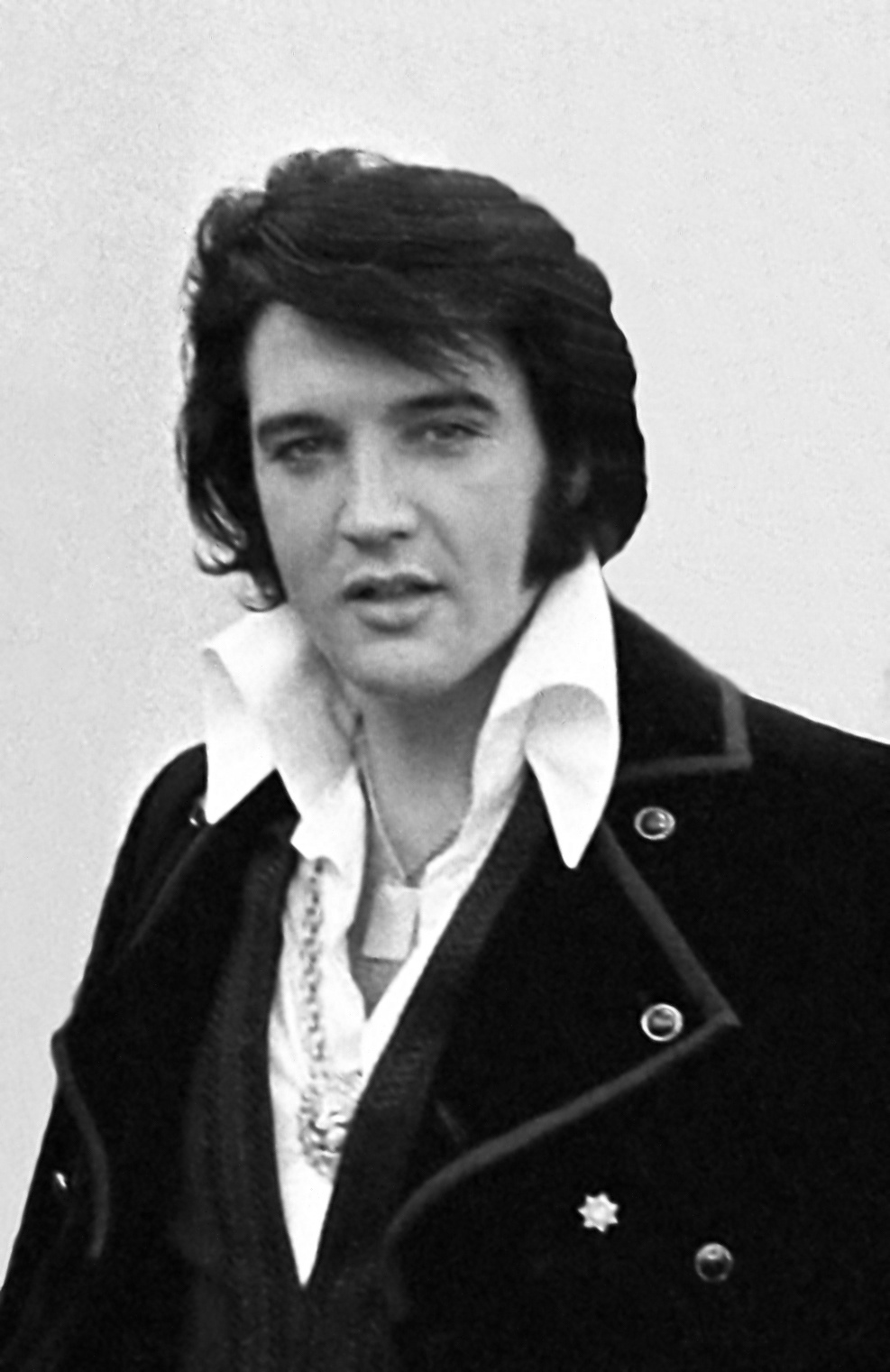
Elvis Presley
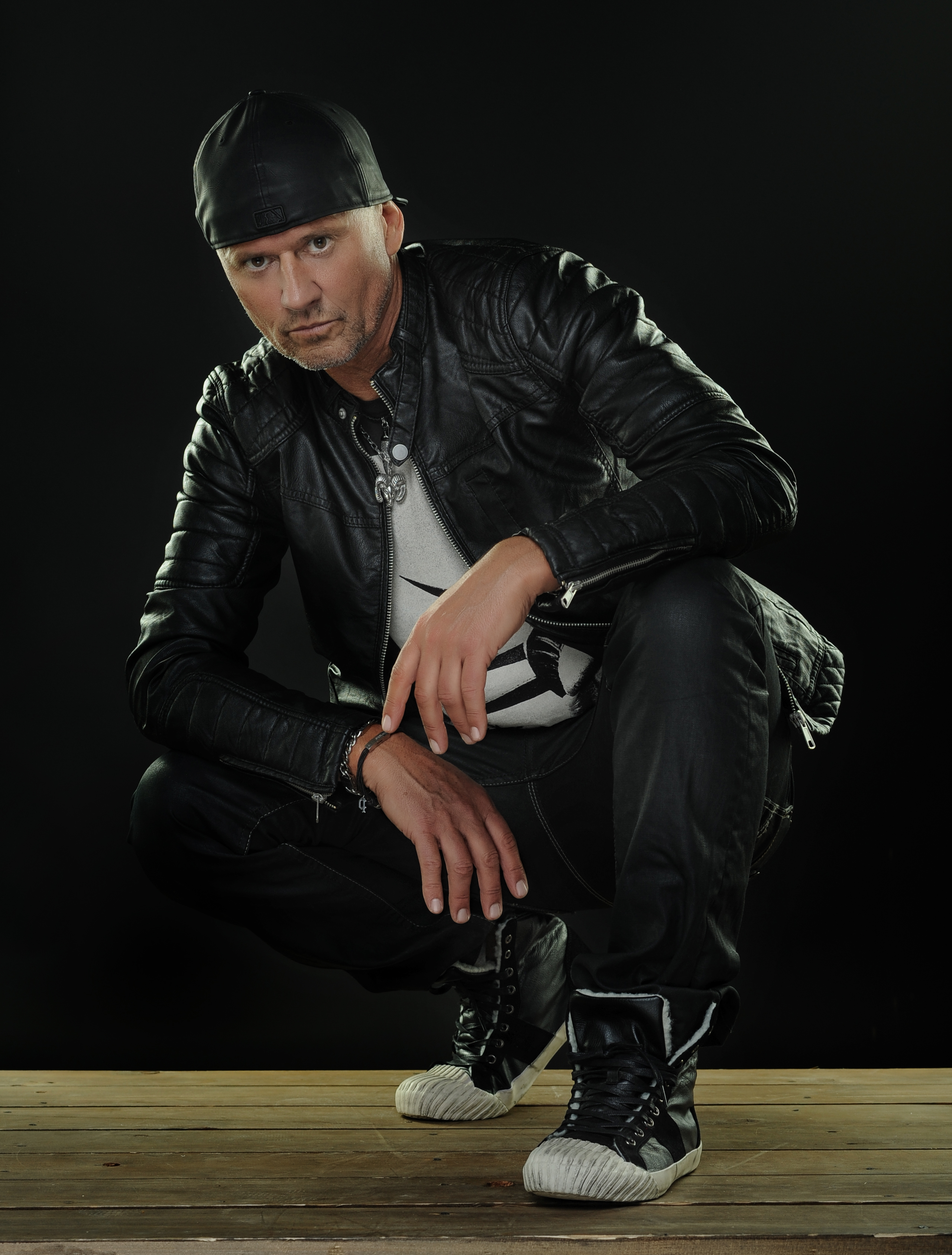
Kiki
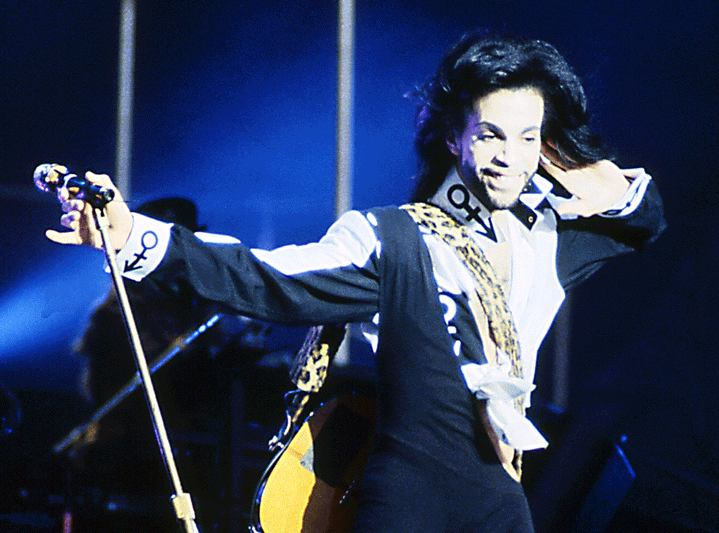
Prince
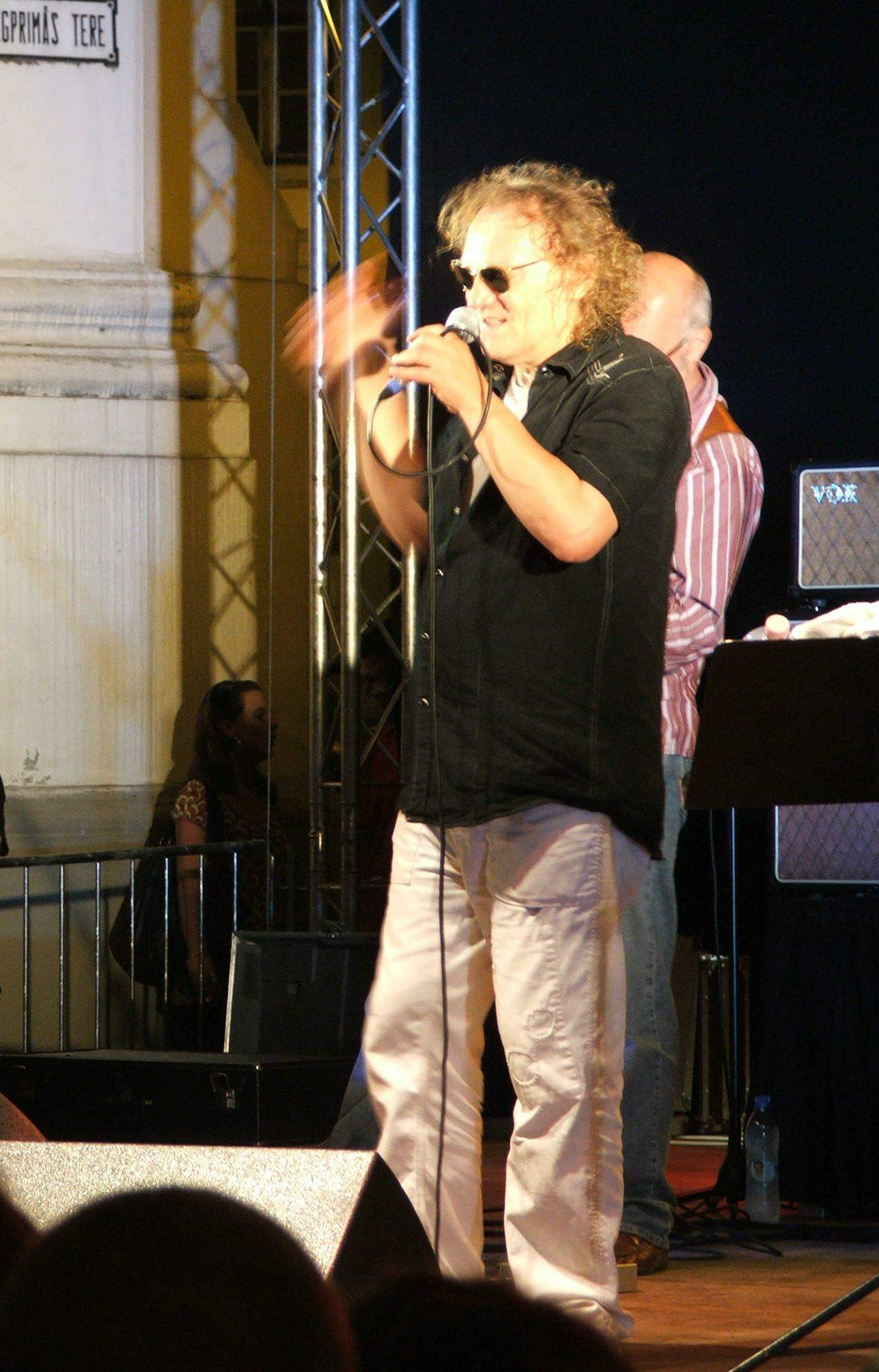
Charlie
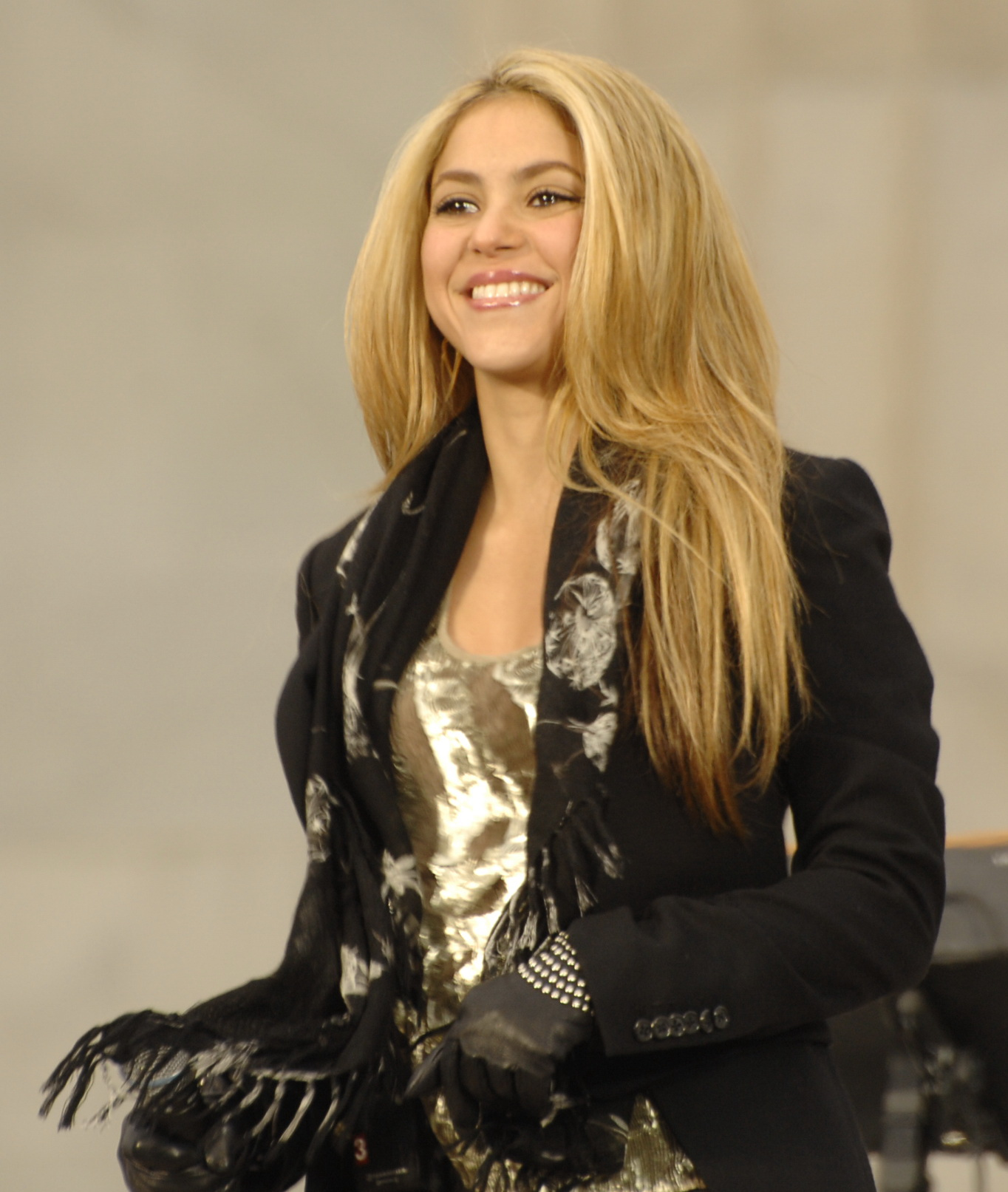
Shakira
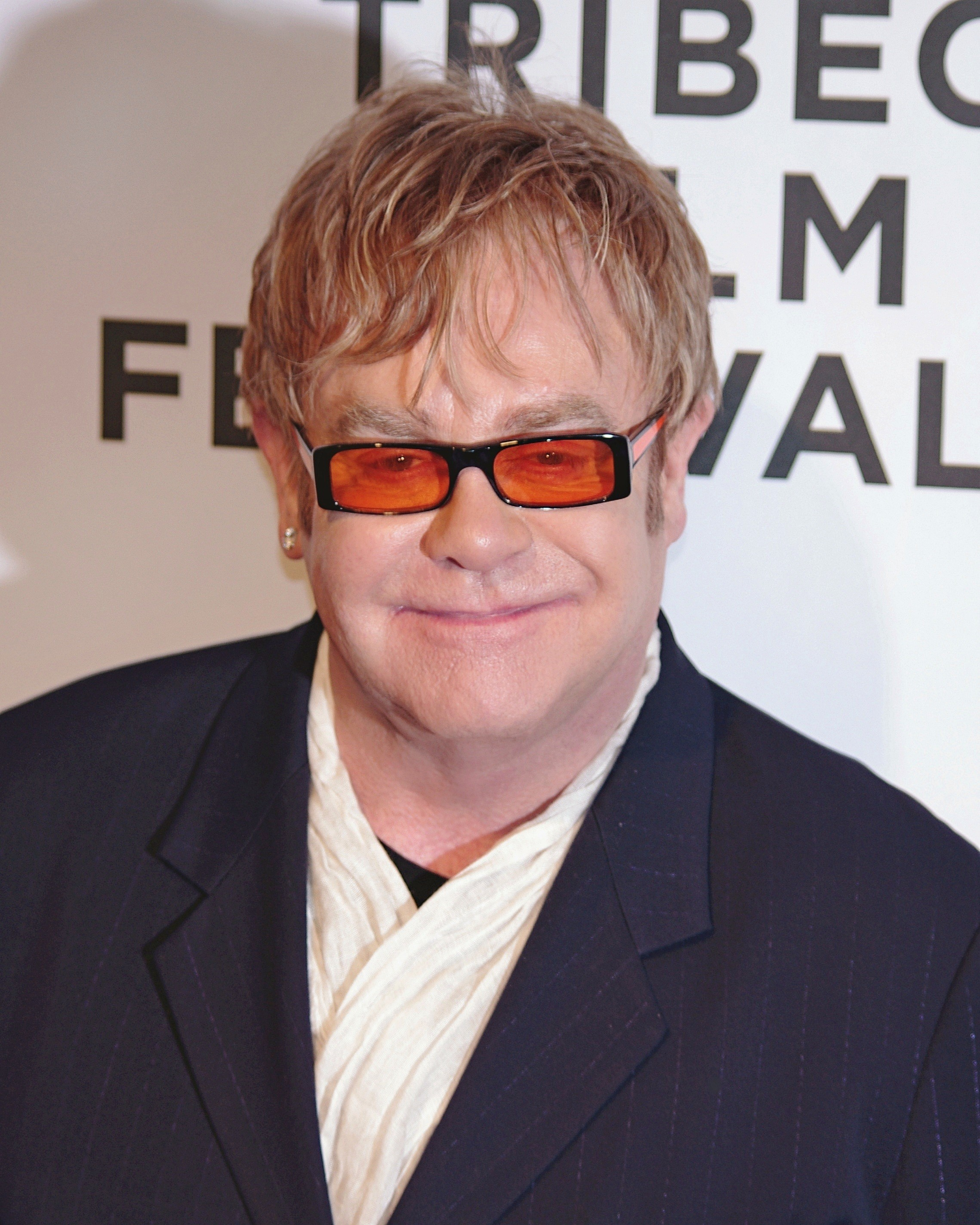
Elton John
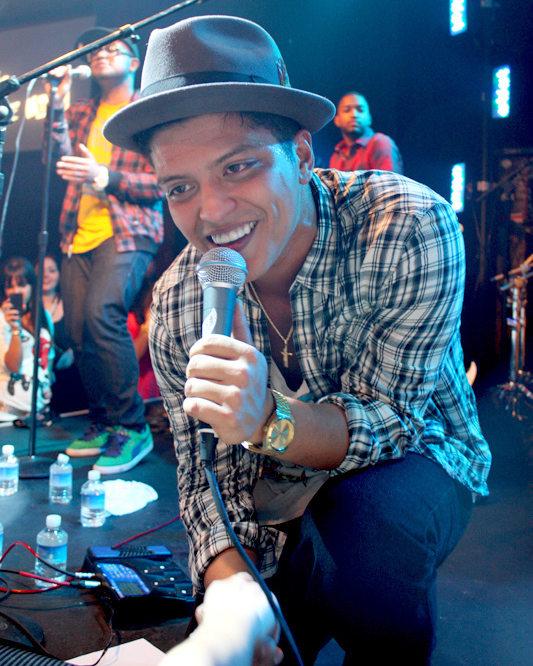
Bruno Mars
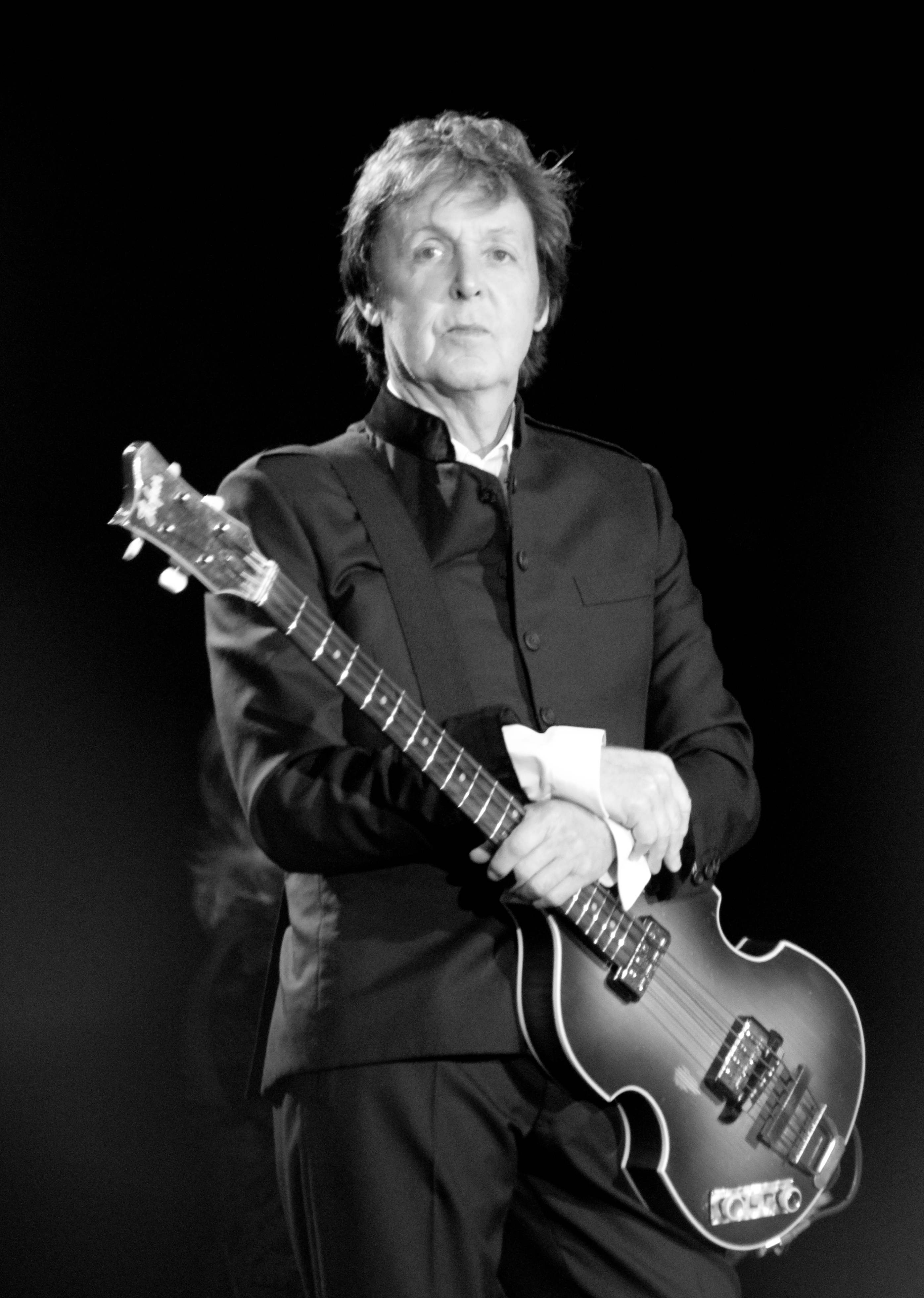
Paul McCartney
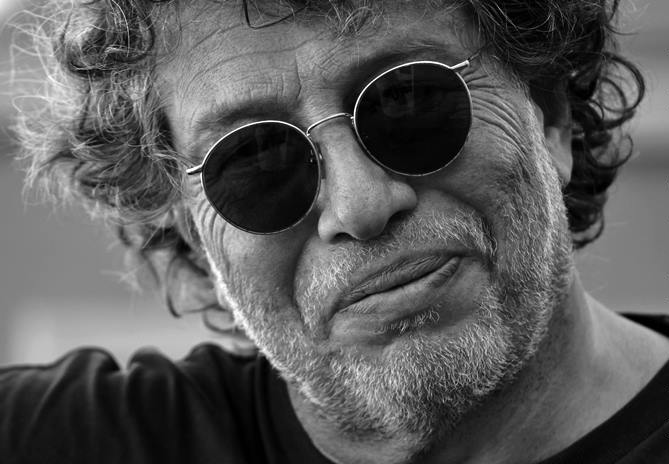
Presser Gábor
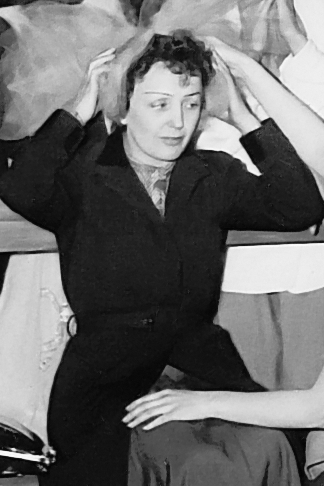
Édith Piaf
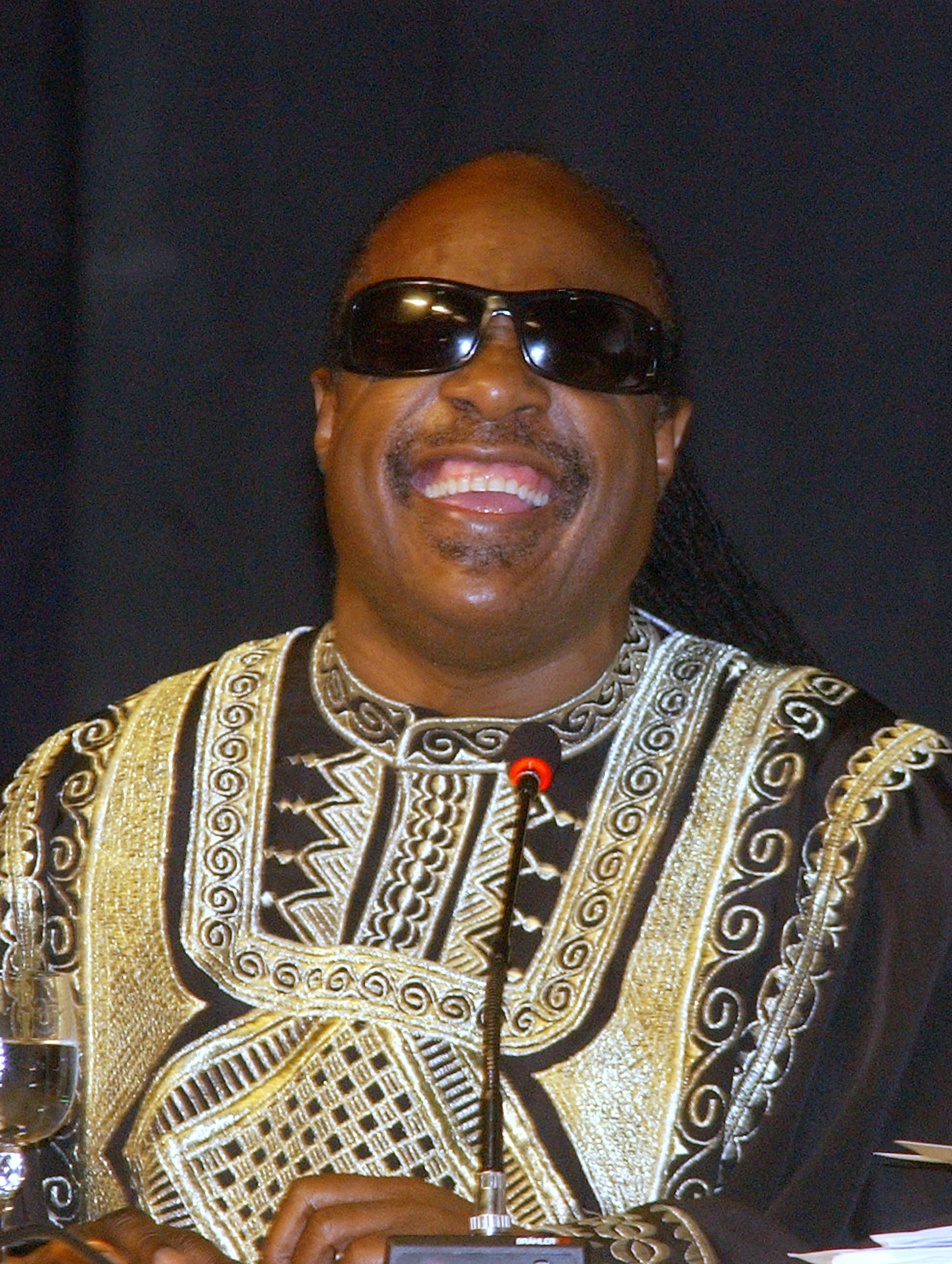
Stevie Wonder
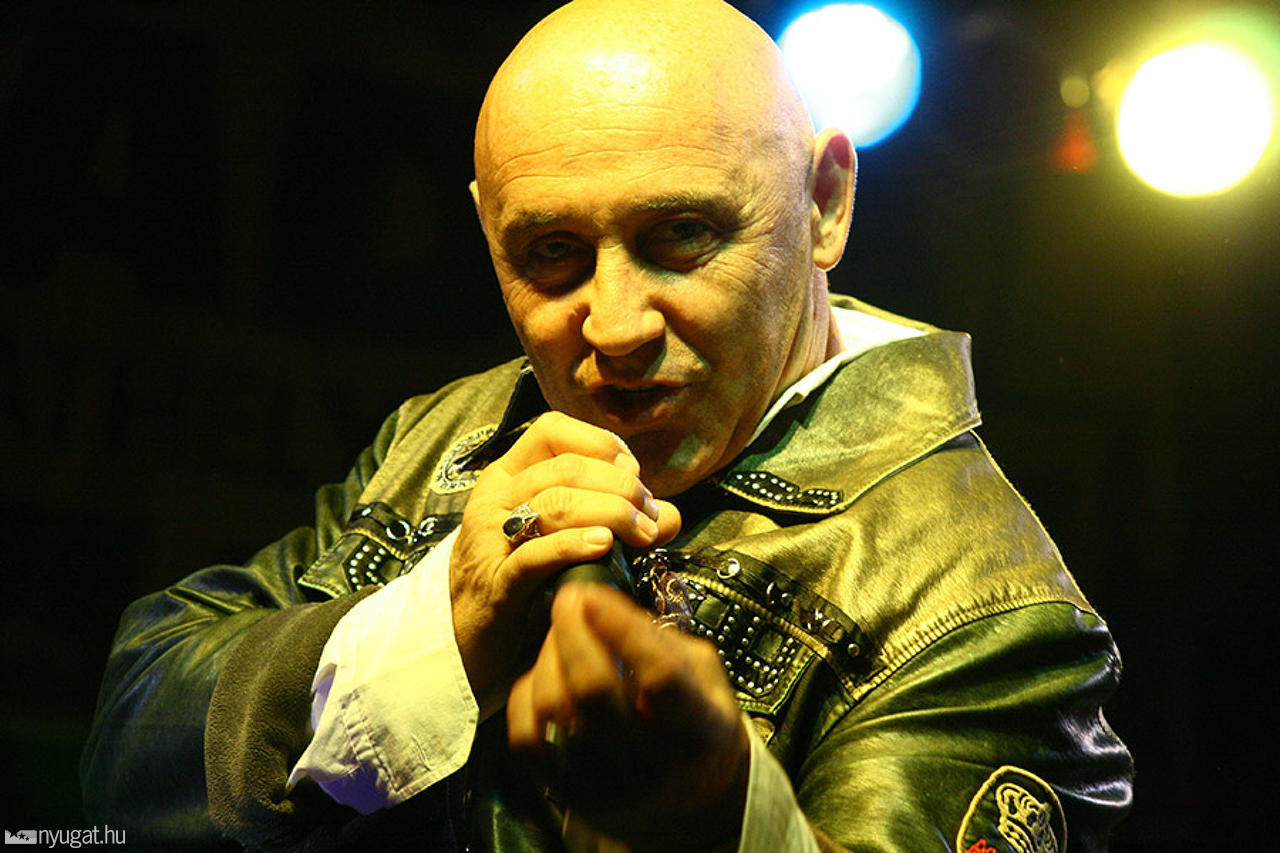
Pataky Attila
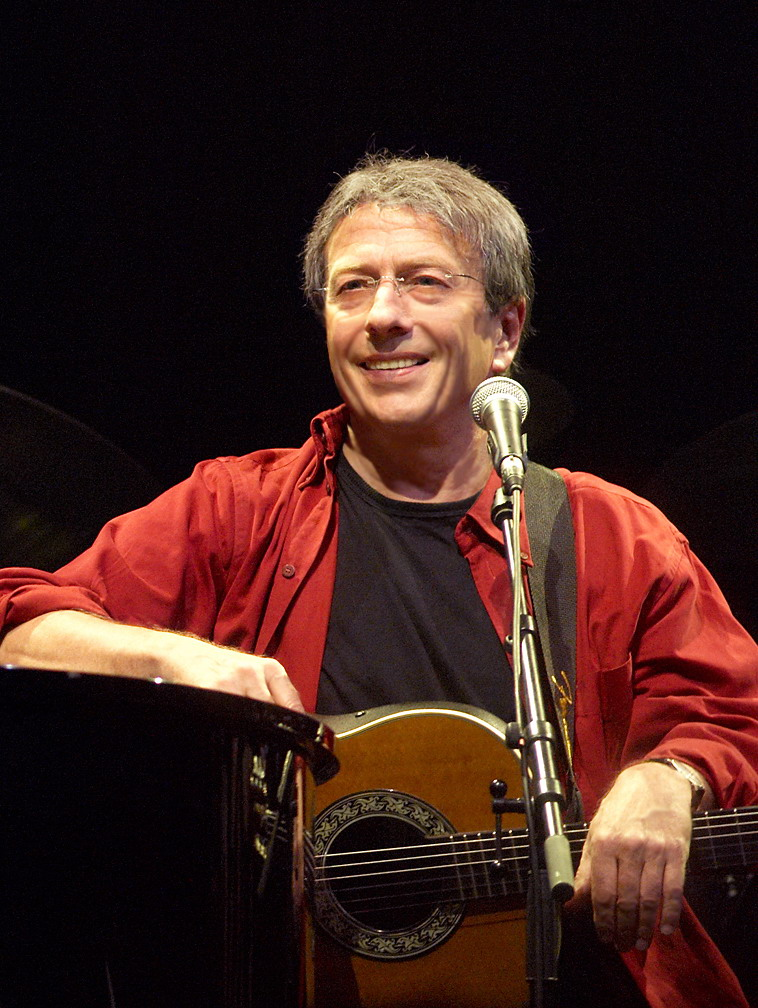
Zorán
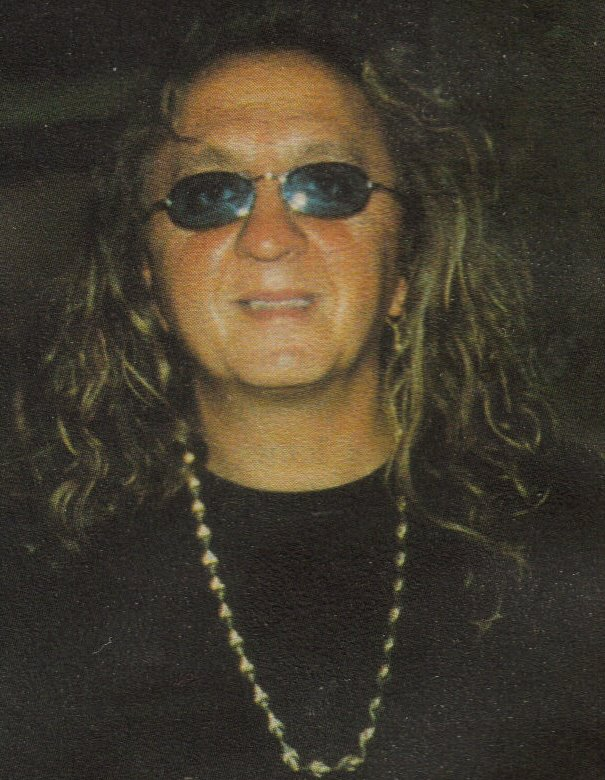
Zámbó Jimmy
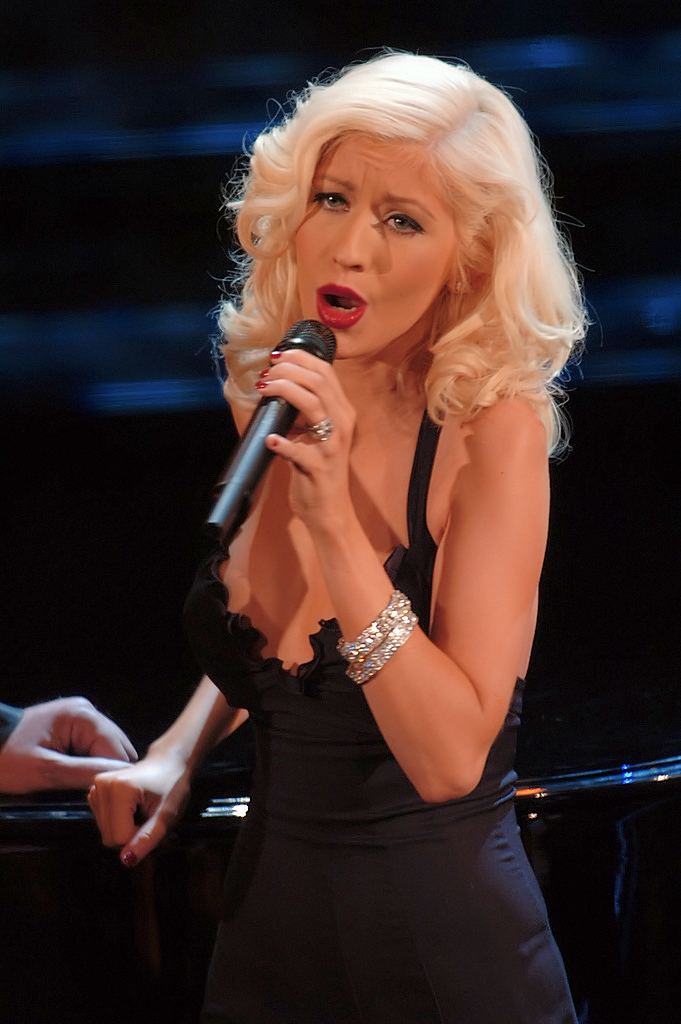
Christina Aguilera
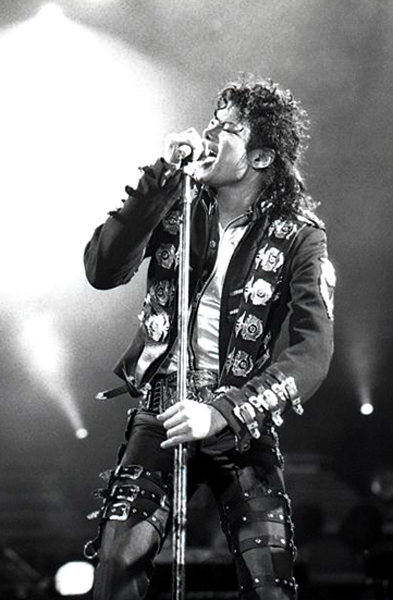
Michael Jackson
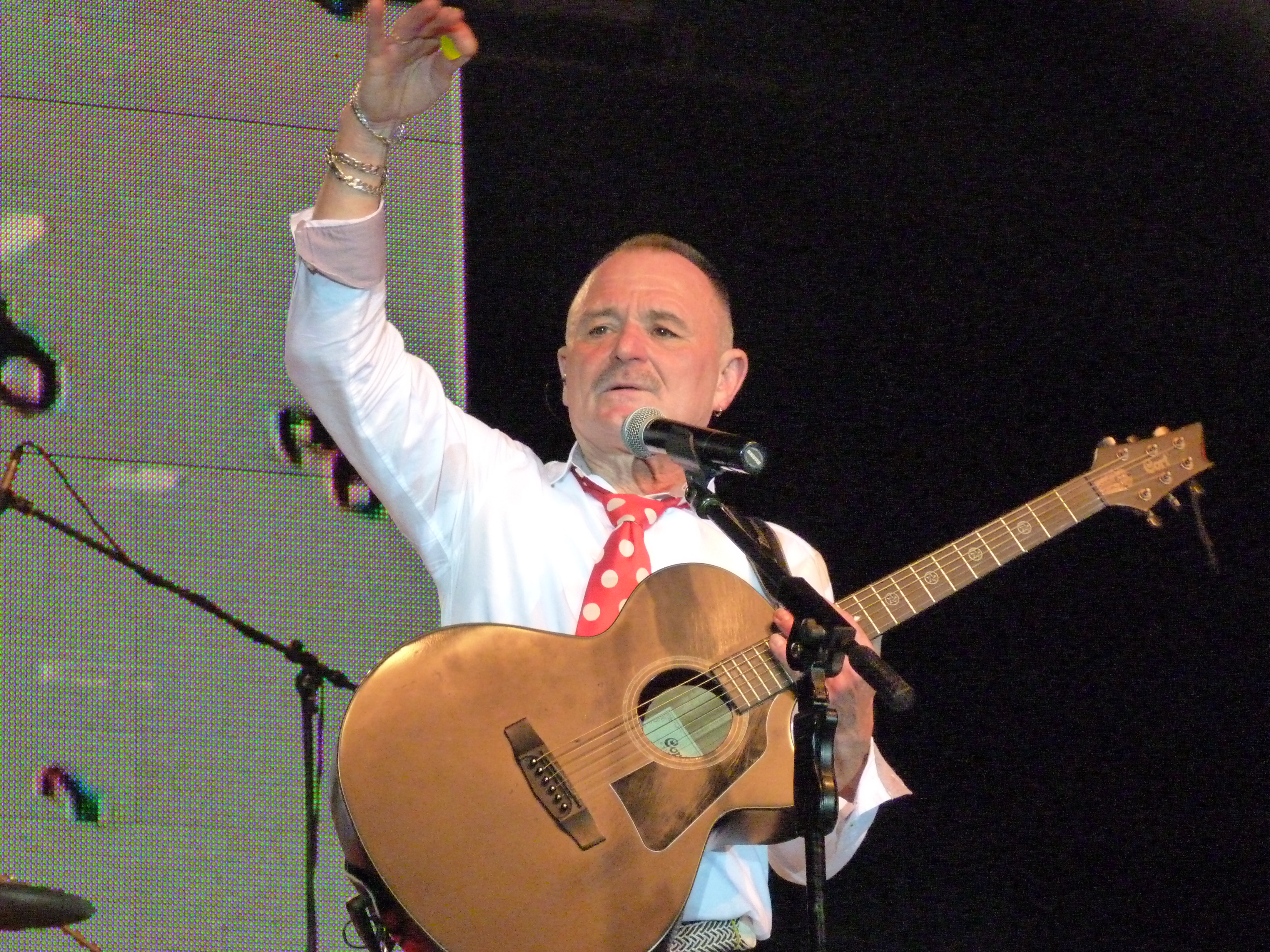
Nagy Feró
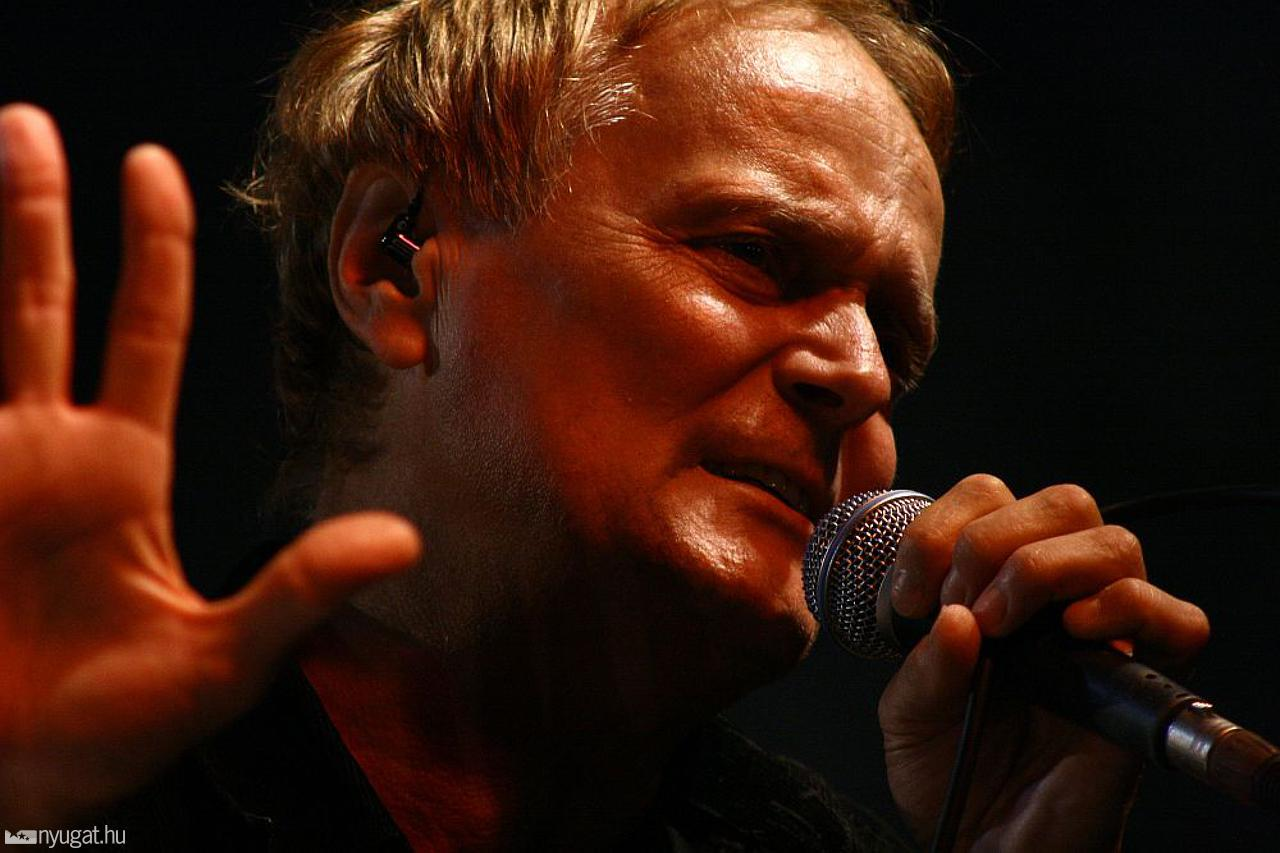
D. Nagy Lajos
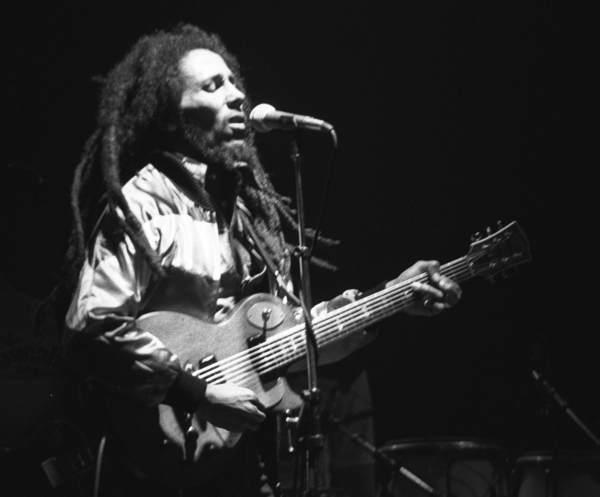
Bob Marley
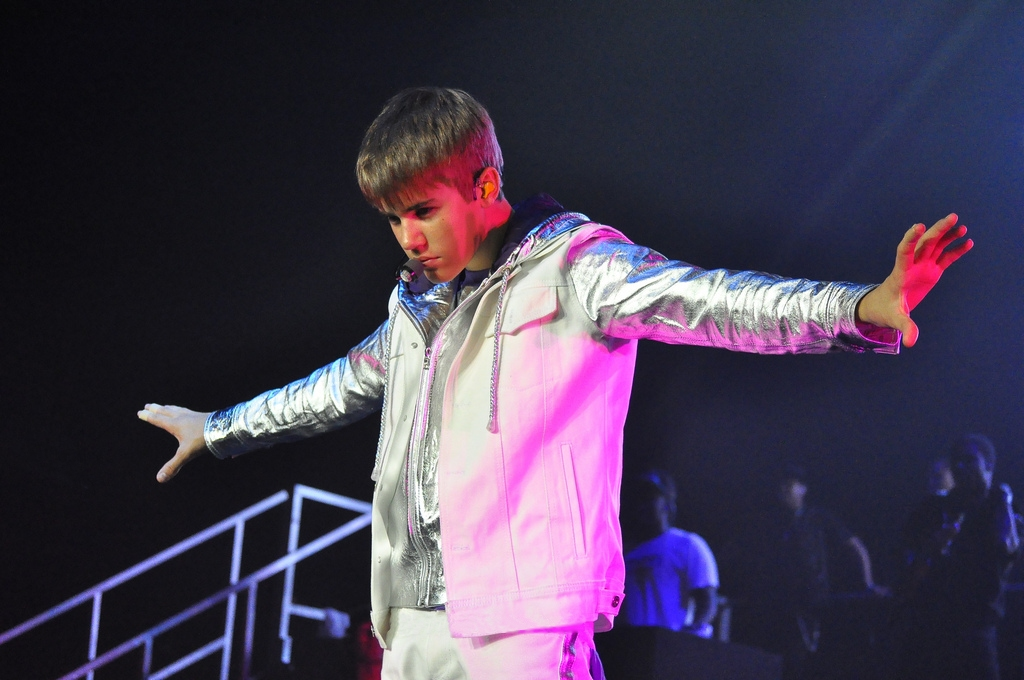
Justin Bieber
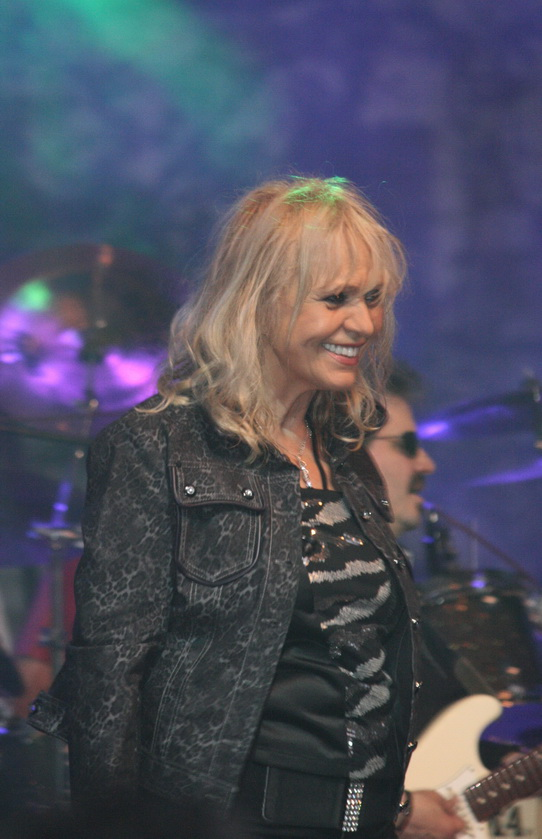
Csepregi Éva
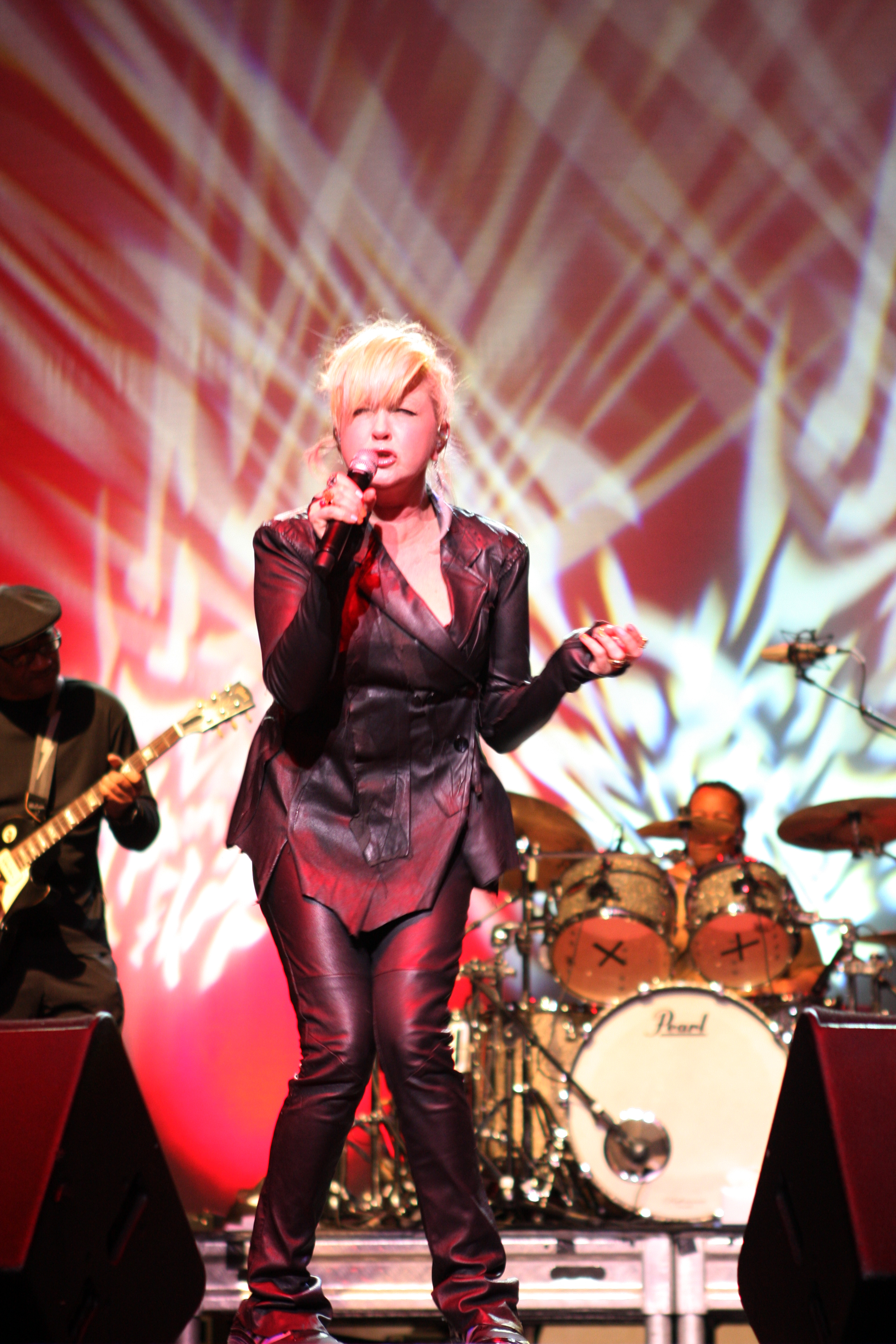
Cyndi Lauper
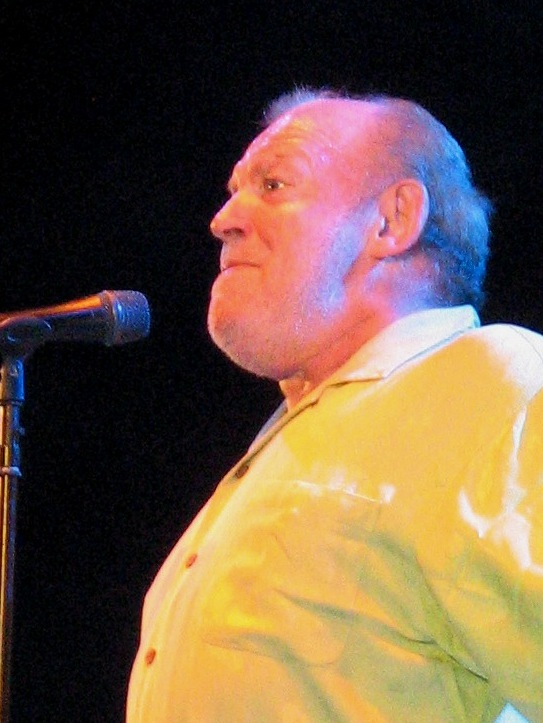
Joe Cocker
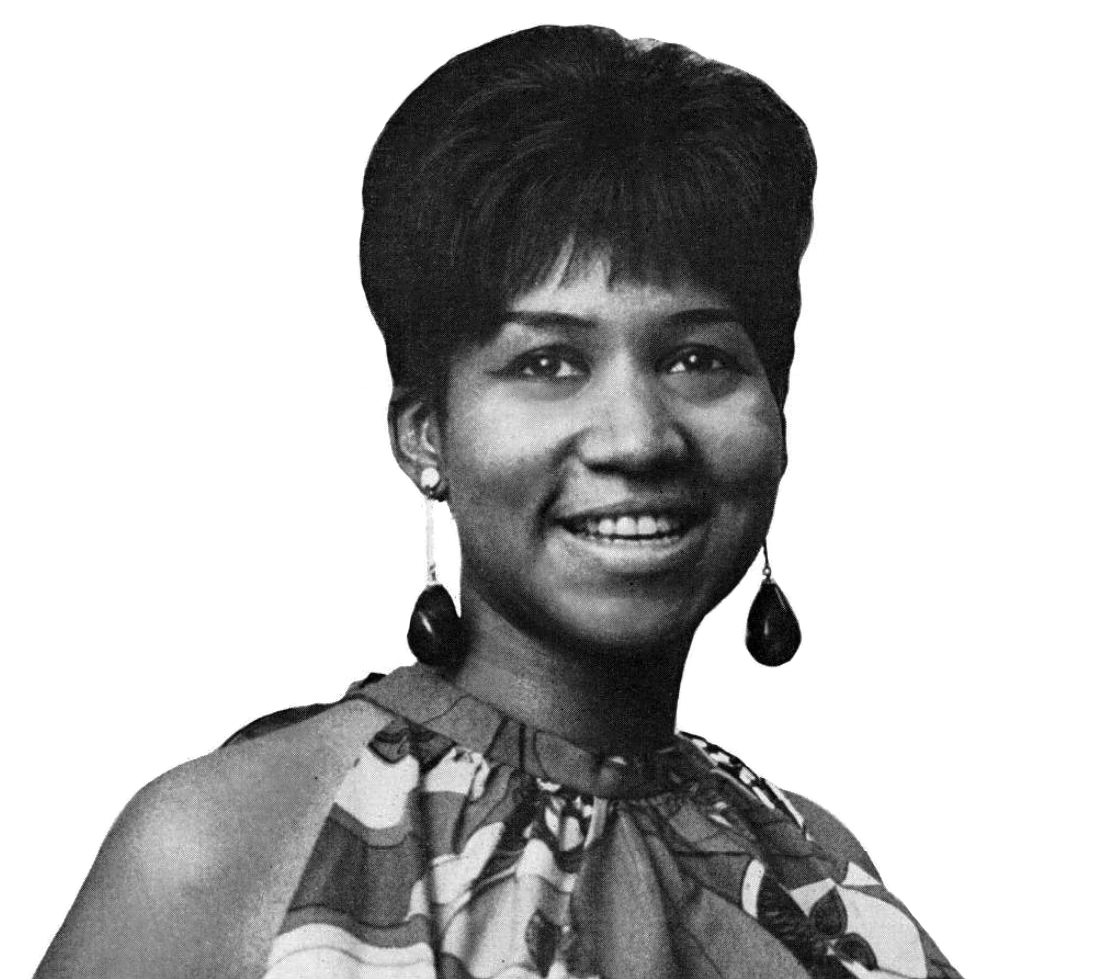
Aretha Franklin
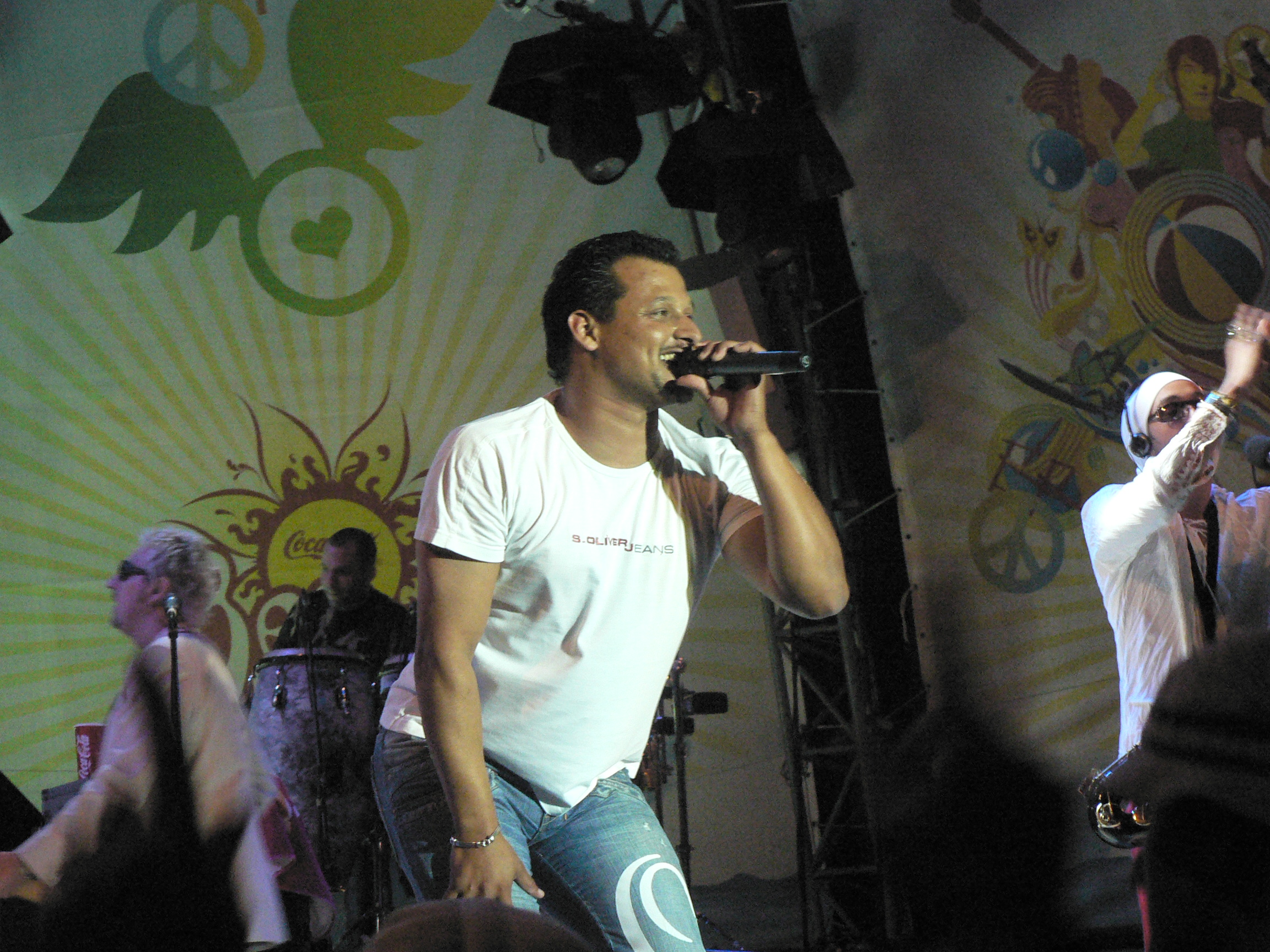
Bebe
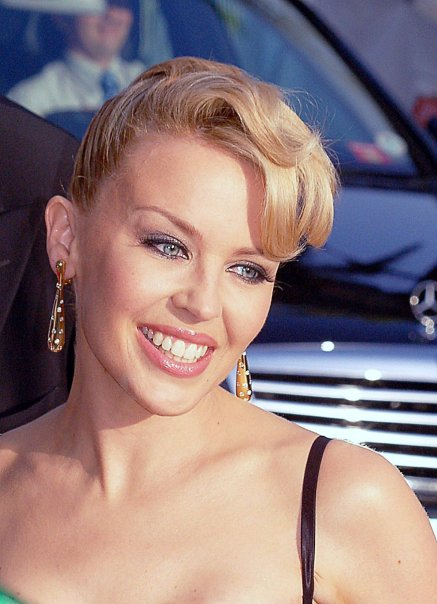
Kylie Minogue
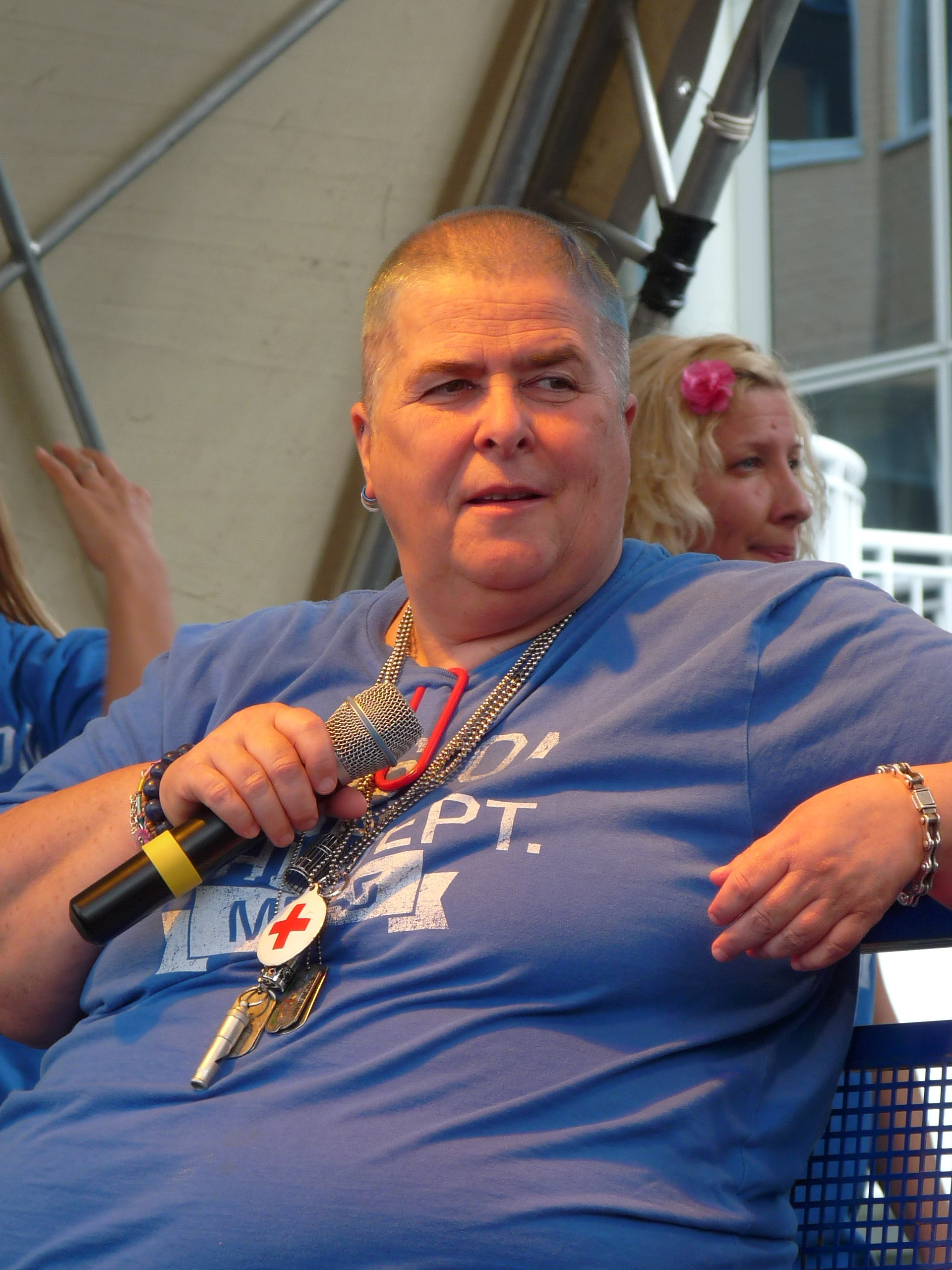
Lang Györgyi
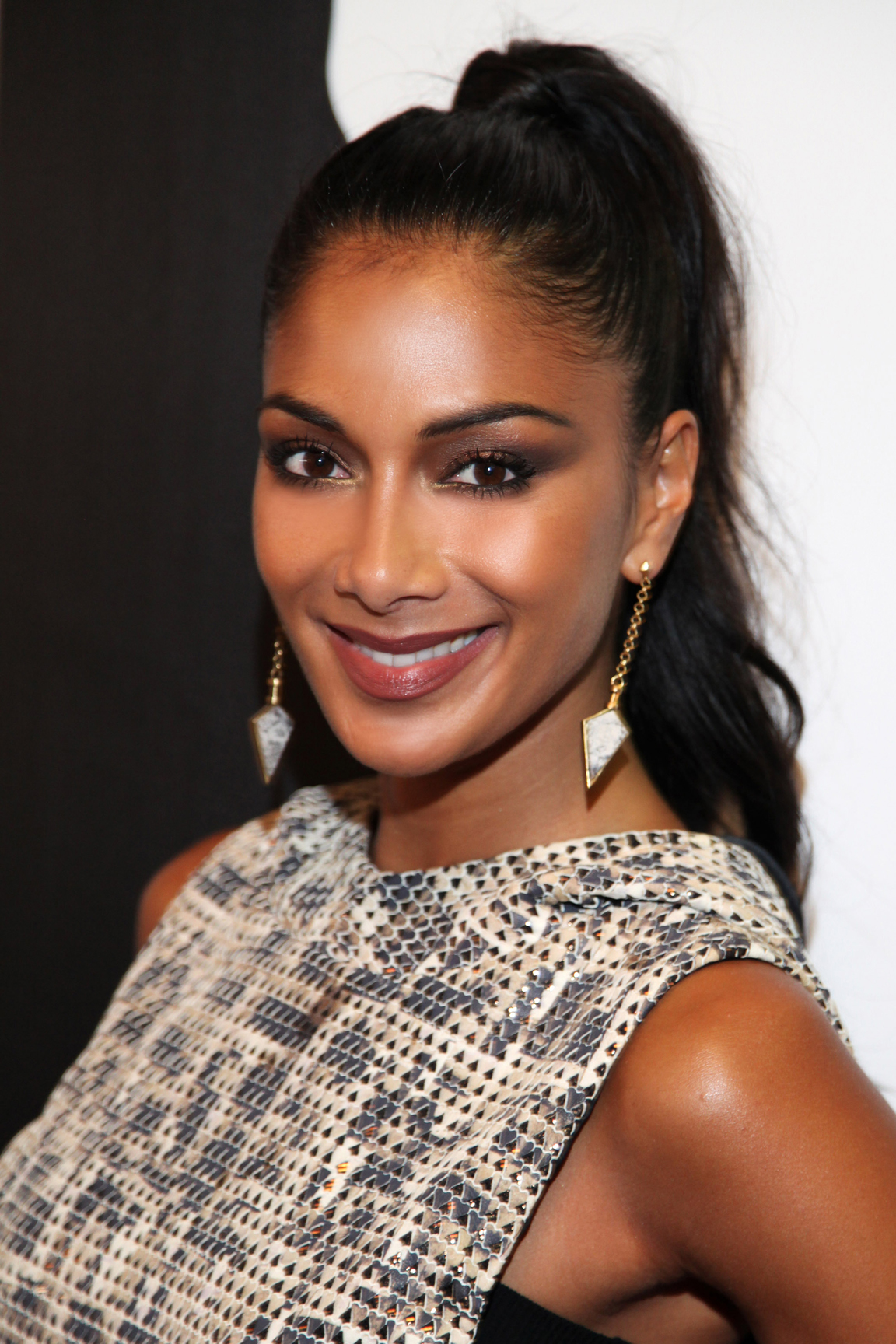
Nicole Scherzinger
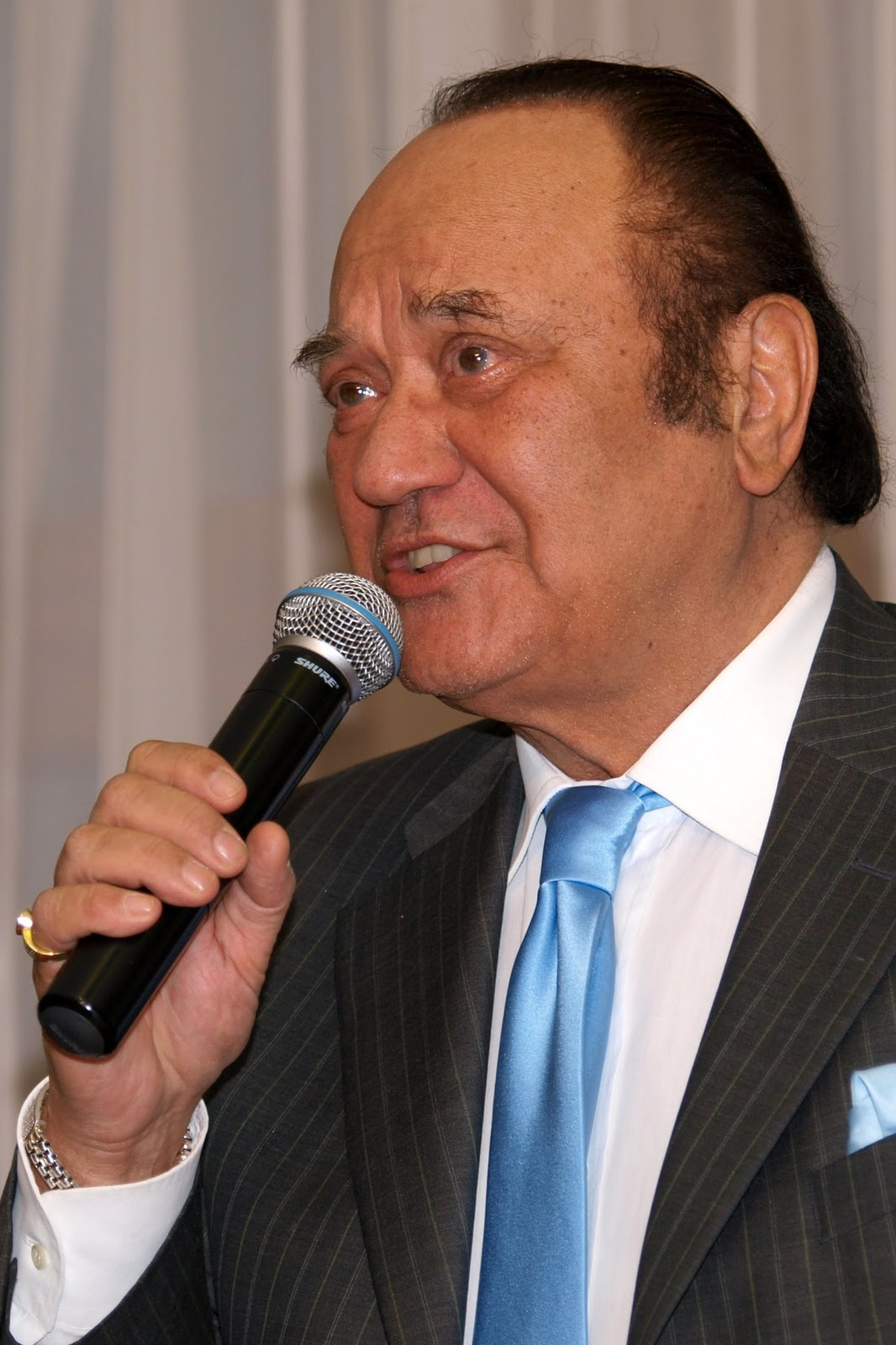
Korda György

## Nézettség
A +4-es adatok a teljes lakosságra, a 18–49-es adatok a célközönségre vonatkoznak. A nézettség csak a TV2 által főműsoridőben sugárzott adások adatait mutatja.
| Epizód  | Vetítés            | Teljes lakosság (+4) | Teljes lakosság (+4) | Teljes lakosság (+4) | Célközönség (18–49) | Célközönség (18–49) | Célközönség (18–49) | Forrás |
| Epizód  | Vetítés            | AMR (fő)             | SHR (%)              | Heti helyezés        | AMR (fő)            | SHR (%)             | Heti helyezés       | Forrás |
| ------- | ------------------ | -------------------- | -------------------- | -------------------- | ------------------- | ------------------- | ------------------- | ------ |
| 1. adás | 2013. október 11.  | 897 533              | 27,7                 | 11.                  | 384 471             | 27,1                | 7.                  | [ 1 ]  |
| 2. adás | 2013. október 18.  | 927 330              | 28,5                 | 11.                  | 399 870             | 27,3                | 5.                  | [ 2 ]  |
| 3. adás | 2013. október 25.  | 1 005 009            | 31,3                 | 9.                   | 430 790             | 30,5                | 6.                  | [ 3 ]  |
| 4. adás | 2013. november 8.  | 976 010              | 30,3                 | 10.                  | 389 211             | 27,7                | 12.                 | [ 4 ]  |
| 5. adás | 2013. november 15. | 1 062 502            | 30,9                 | 6.                   | 386 368             | 27,3                | 5.                  | [ 5 ]  |
| 6. adás | 2013. november 22. | 1 101 075            | 32,0                 | 6.                   | 480 451             | 31,9                | 4.                  | [ 6 ]  |
| 7. adás | 2013. november 29. | 1 032 243            | 30,5                 | 8.                   | 441 936             | 30,9                | 4.                  | [ 7 ]  |
| 8. adás | 2013. december 6.  | 1 164 457            | 34,1                 | 5.                   | 452 443             | 31,0                | 4.                  | [ 8 ]  |